# Хронологія російського вторгнення в Україну (січень 2025)
Ця стаття є частиною хронології повномасштабного російського вторгнення в Україну з 24 лютого 2022 року, яка є частиною хронології російської збройної агресії проти України з 2014 року.
Про події попереднього місяця — див. у статті Хронологія російського вторгнення в Україну (грудень 2024).

## Підсумки 2024 року
Протягом 2024 року СЗ РФ втратили 430 790 солдатів, це чисельність майже 36 мотострілецьких дивізій.

## 1-10 січня

### 1 січня
За добу ЗСУ ліквідували 1250 російських солдатів, знищили 13 бойових броньованих машин і 4 артилерійські системи.Головнокомандувач ЗСУ Сирський заявив, що ЗС РФ втратили понад 38 000 солдатів і понад 1 000 одиниць техніки з моменту початку операцій України в Курській області. Військово-морські сили України заявили, що у 2024 році було знищено п'ять російських військових кораблів і 458 суден, а також збито понад 37 000 російських безпілотників різних типів, зокрема 192 оперативно-тактичні безпілотники, 164 безпілотники «Shahed-136/131», 35 670 безпілотників fpv і 1140 ударних безпілотників.

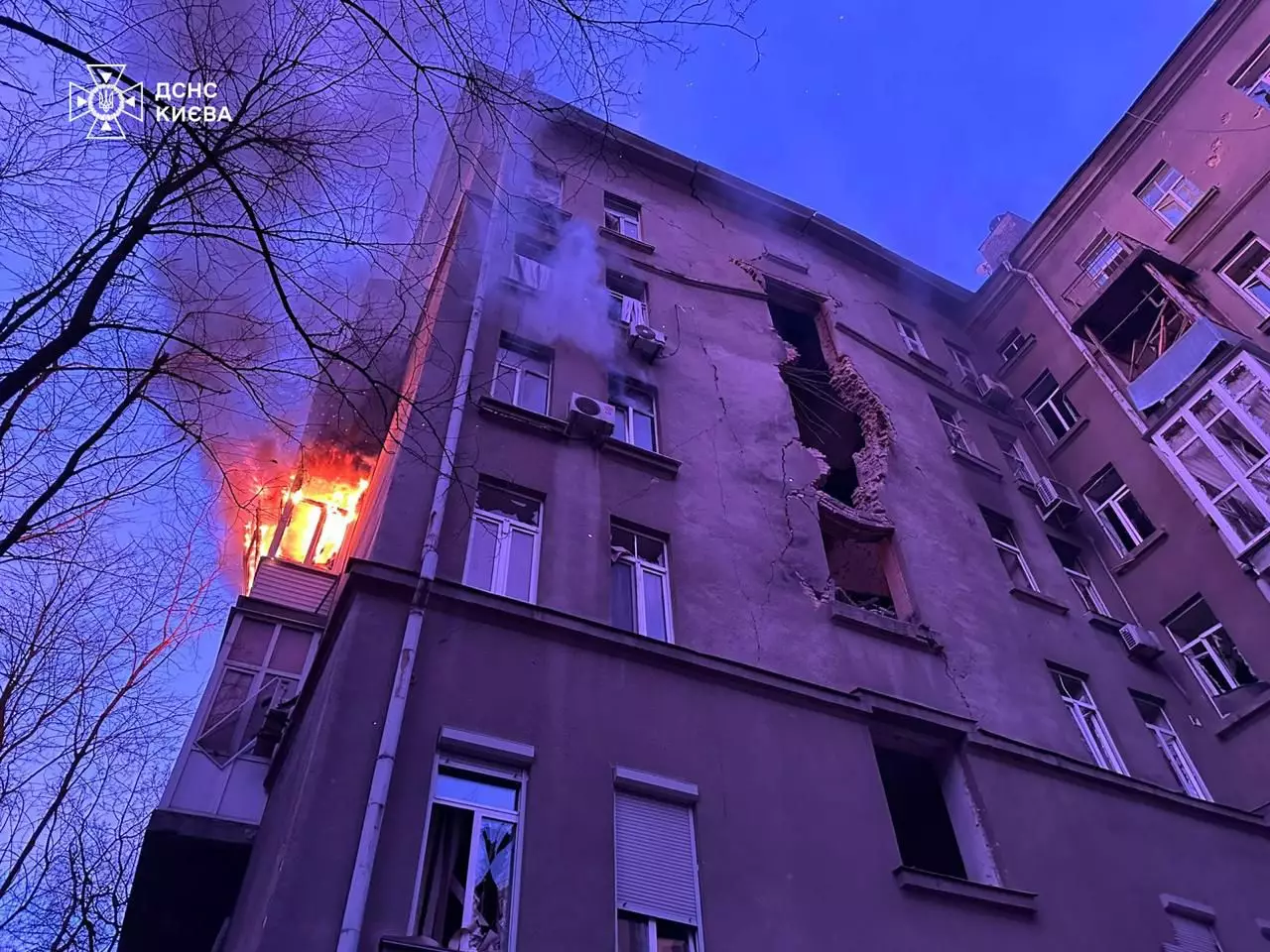
Палаючий будинок в Києві після ураження БПлА. 1 січня 2025 рік

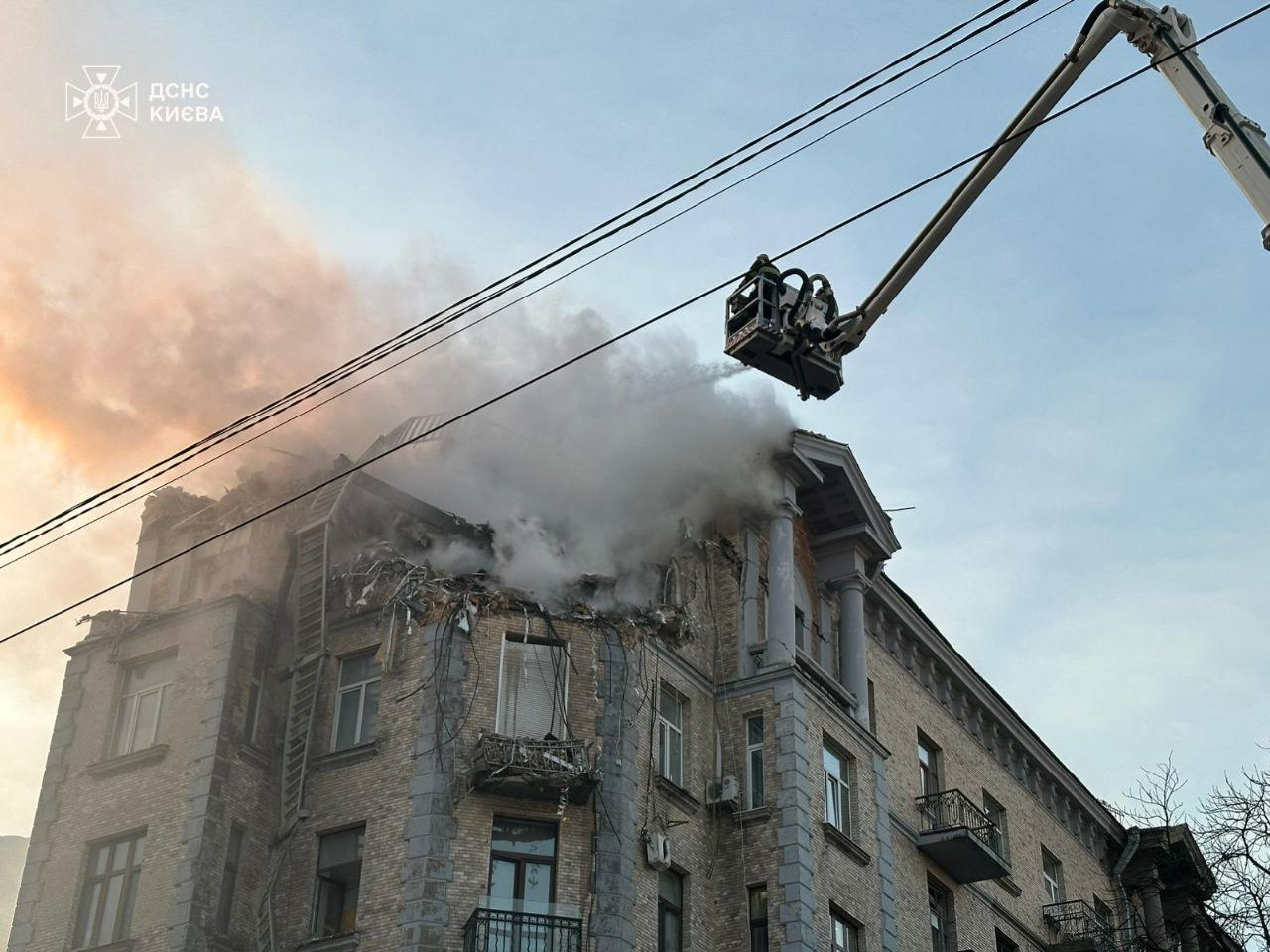
Наслідок атаки 1 січня 2024 року

Вночі РФ атакувала Україну 111 БПЛА з Брянська, Орла, Приморсько-Ахтарська та Криму. ППО знищила 63 БПЛА в Полтавській, Сумській, Київській, Чернігівській, Черкаській, Запорізькій, Житомирській, Хмельницькій, Кіровоградській та Миколаївській областях, два з них полетіли в бік Росії та Білорусі, а ще 46 були втрачені на території України. РФ атакувала дроном Київ, загинуло двоє людей і ще щонайменше шестеро отримали поранення, в тому числі вагітна жінка. Внаслідок падіння уламків були пошкоджені об'єкти інфраструктури, зокрема колишній Будинок народних комісарів (пам'ятка архітектури) біля урядового кварталу, маєток Лібермана, головна будівля Національного банку України в Печерському районі, трамвайні колії та гаражі. Дві жертви, які загинули в Києві, були подружньою парою науковців, видатний нейробіолог Ігорем Зима та доктор біологічних наук Олеся Сокур.
ГУР МО України атакували сервіси компанії Лукойл. У російському міноборони заявили про нібито збиття 14 українських БПлА. Два дрони над територією Бєлгородської області, чотири над територією Воронезької області, п'ять над територією Ростовської області, два над територією Тульської і один над територією Орловської області.
Президент Зеленський заявив, що 2000 року через Україну до Європи щороку транспортувалося 130 млрд м3 газу, до початку 2025 року транзит російського газу було припинено. Більшість європейських країн зменшили залежність від російського газу. Поставки газу з США та інших партнерів мали знизити ціни. Зранку Україна офіційно припинила транзит російського газу з міркувань національної безпеки і направила офіційне повідомлення партнерам. Дані українського оператора газотранспортної системи показали, що потік російського газу через Україну того дня був нульовим. Газпром повідомив, що припиняє транспортування газу через Україну до Європи у зв'язку із закінченням терміну дії договору. Продовження постачання газу до Європи через Україну є технічно неможливим, і Росія продовжить постачати природний газ до Угорщини, Туреччини та Сербії трубопроводами через Чорне море.
Україна офіційно стала учасницею Римського статуту Міжнародного кримінального суду і отримала всі права та обов'язки, притаманні державам-учасницям, включаючи затвердження бюджету, ухвалення поправок і змін до Римського статуту та право голосу на виборах суддів і прокурорів.
Дві сотні українських пілотів пройшли у Великій Британії базову підготовку перед навчанням на винищувачах F-16. Про це повідомило посольство Великої Британії в Україні.

### 2 січня
За добу ЗС РФ втратили 1080 військових, з початку вторгнення РФ втратила 793 тисячі окупантів. За добу відбулося 138 бойових зіткнень, найбільше РФ атакувала на Покровському та Курахівському напрямках. У Харківській області міста Ізюм і Балаклія готували до кругової оборони.
За даними ISW, російські війська просунулися в напрямку Сіверська, Торецька, Покровська, Курахового та Вугледара, а також у західній частині Запорізької області. Геолокаційні матеріали підтвердили російський контроль над селом Воздвиженка в Донецькій області. Крім того, Міністерство оборони Росії продовжувало недостатньо забезпечувати російських військовослужбовців основним спорядженням та боєприпасами, що змушувало солдатів закуповувати їх самостійно.
Росіяни просунулися біля Вовкового, Нескучного, в Новоєлизаветівці, Солоному, Воздвиженці, Кураховому та його південних околицях.
ЗС РФ атакували Україну за допомогою 72 БПЛА з Брянська, Орла, Курська та Приморсько-Ахтарська. ППО збила 47 безпілотників у Полтавській, Сумській, Харківській, Київській, Чернігівській, Черкаській, Кіровоградській, Одеській, Херсонській та Миколаївській областях, а ще 24 були знищені засобами радіоелектронної боротьби на території України. Один безпілотник залишився в повітряному просторі України. Місцева влада не повідомляла про пошкодження чи жертви.
Одна людина загинула в результаті російського авіаудару по п'ятиповерховому будинку в Степногірську Запорізької області, було скинуто 11 плануючих бомб.
ЗСУ завдали удару по російському командному пункту в Мар'їному в Курській області, атака була спрямована проти російської 810 бригади і призвела до значних втрат. Міністерство оборони Росії повідомило, що вночі ППО знищили 13 українських БПЛА у Брянській (4), Курській (4), Бєлгородській (3), Воронезькій (1) та Калузькій (1) областях. Увечері та вночі були введені тимчасові обмеження на рух повітряних суден в аеропортах Калуги, Пензи, Саратова, Саранська, Ульяновська та Казані. В Курській області ліквідували російського шпигуна, серба Братислава Живковича, якого раніше вислали з Румунії через шпигунську діяльність на користь Росії.

### 3 січня
Вночі територію України було атаковано БПлА різного типу, було збито 60 з 93 БпЛА, ще 26 безпілотників-імітаторів локаційно втрачені, один в повітрі. Внаслідок атаки зафіксовано кілька влучань ударних БпЛА по приватних підприємствах та багатоквартирних будинках на Донеччині та Чернігівщині.

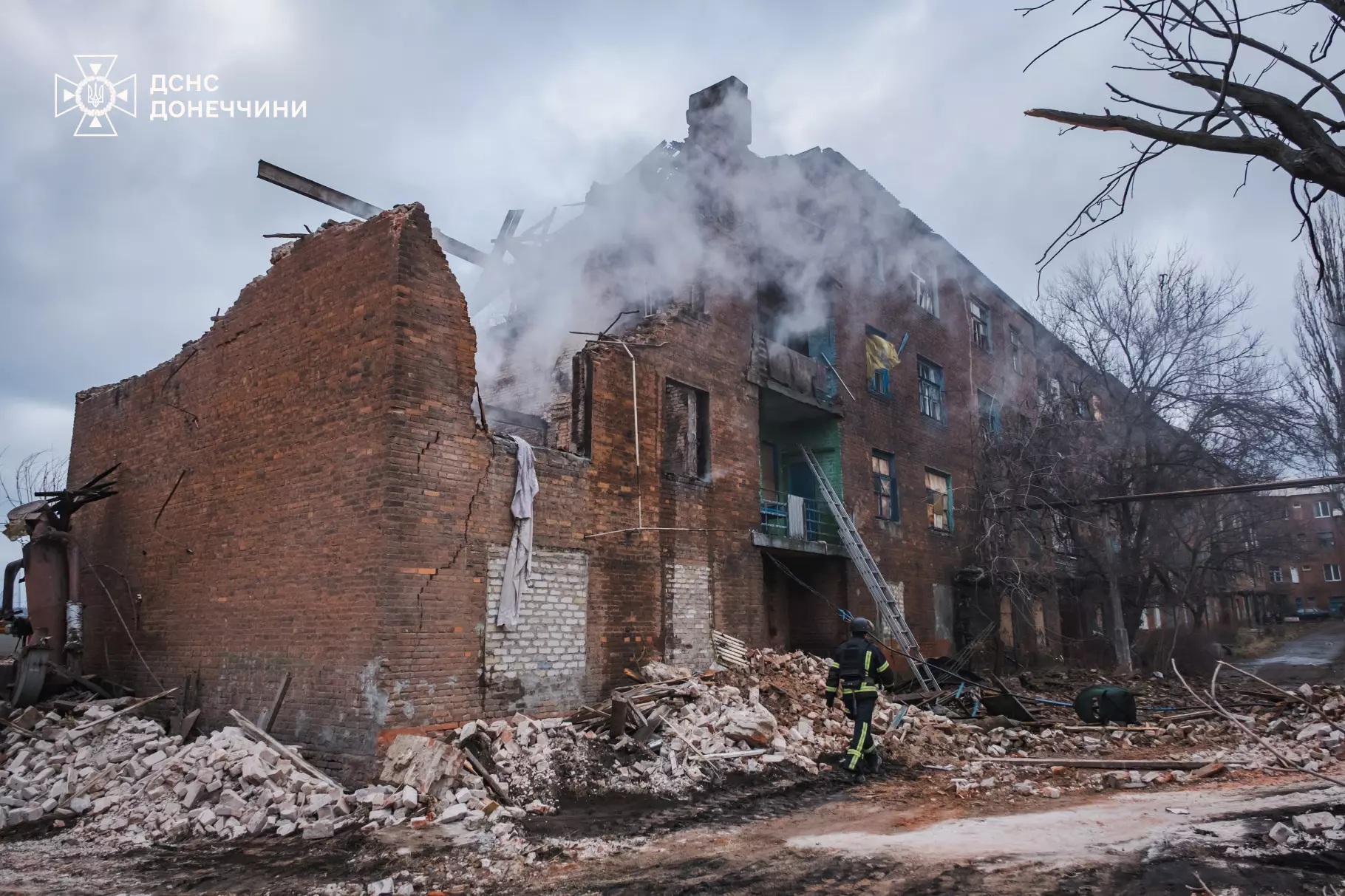
Удар по будинку в Краматорську 3 січня 2025 року

У Київській області внаслідок ворожої повітряної атаки вночі одна людина загинула та четверо поранені. В Броварському районі від поранення уламками збитої цілі загинув водій вантажівки 1999 року народження. У Білоцерківському районі уламки збитого БпЛА впали на приватний будинок, виникла пожежа покрівлі. Постраждало три людини. На Фастівщині, через падіння уламків травмовано молоду жінку 2002 року народження.
Вночі російські загарбники вдарили по чотириповерховому житловому будинку у Краматорську, 5 людей зазнали поранень.
Вдень росіяни обстріляли Слов'янськ у Донецькій області і поранили чотирьох людей.
Загалом за добу війська РФ атакували 43 населені пункти Сумської області, зафіксовано 154 удари з різних видів зброї. Через ворожі обстріли отримали поранення п'ятеро людей, пошкоджені шість приватних будинків, два автомобілі, будівлю підприємства, а також заправну ємність та дах господарського приміщення.
Росія вдарила трьома ракетами «Іскандер-М» по Чернігівщині й 3 КАБ Х-59/69 по Дніпропетровщині. Росіяни завдали потрійного ракетного удару по житловій забудові на околиці Чернігова. Значні руйнування кількох будинків. Вже відомо про одну загиблу людину.
За інформацією аналітиків Deep State, росіяни просунулися на півдні від Покровська і окупували Даченське, Новий Труд та Вовкове, що в 5-6 кілометрах від міста. Також ворог просунувся біля Зеленого та Нововасилівки.
Росіяни подали в проект «Хочу найти» запити про 50 тисяч зниклих безвісти солдатів.
Швеція виділила 300 млн крон ($27,1 млн) на непряму підтримку протиповітряної оборони України. Кошти будуть направлені до Румунії, щоб країна могла замінити ЗРК Patriot, який був переданий Україні у 2024 році.
Міноборони отримало велику поставку техніки на понад 3.3 млн євро від партнерів у межах IT-коаліції. Зараз до складу коаліції входить 17 країн: Естонія та Люксембург, як країни-лідери, Бельгія, Велика Британія, Данія, Ірландія, Ісландія, Іспанія, Італія, Латвія, Литва, Нідерланди, Німеччина, Фінляндія, Швеція, Японія та Україна.
В Шуї Івановської області РФ внаслідок вибуху в військовій частині в критичному стані опинився командир батареї дивізіону 112-ї ракетної бригади 1-ї танкової армії Західного військового округу ЗС РФ капітан Костянтин Наґайко. Наґайко причетний до воєнних злочинів проти України, зокрема, його підрозділ завдав удару по кафе в селі Гроза, де загинуло 59 цивільних.

### 4 січня
За добу ЗС РФ втратили 1510 солдатів, 23 артилерійські системи та гелікоптер. РФ атакувала Україну 81 дронами. Підтверджено збиття 34 БпЛА у Полтавській, Сумській, Харківській, Київській, Чернігівській, Черкаській, Кіровоградській, Дніпропетровській, Одеській та Миколаївській областях, ще 47 ворожих безпілотників-імітаторів були локаційно втрачені.
Вранці українські дрони атакаували найбільший у РФ морський торгівельний порт Усть-Луга в Ленінградській області, на камеру зафіксоване влучання в нафтовий термінал.
В районі села Махновка Курської області російська армія втратила до батальйону піхоти північнокорейських солдатів і російських десантників.
За даними ISW, у 2024 році українські війська знищили або пошкодили понад 3 000 російських танків і майже 9 000 бронемашин, оскільки Росія продовжувала зазнавати втрат у техніці, яка, ймовірно, не підлягала ремонту в середньостроковій перспективі. Протягом останніх тижнів росіяни використовували менше бронетехніки в атаках на найбільш активних ділянках лінії фронту. ЗСУ відновили втрачені позиції біля Кремінної, ЗС РФ просунулися біля Кремінної, Торецька, Покровська та Курахового.
По Свеській селищній громаді на Сумщині росіяни скинули авібомбу на багатоповерхівку, у результаті поранено двох дітей і дорослого.
ППО вночі відпрацювали по 30 російських безпілотниках, збито 14 БпЛА, 16 ворожих безпілотників-імітаторів — локаційно втрачені.
У вечері росіяни скинули 4 КАБи на прикордонне місто Семенівка. Цілили у центральну частину, по житловому масиву. Відомо про 7 поранених. Російська газета «Известия» повідомила, що в результаті атаки українського безпілотника-камікадзе загинув один з її позаштатних кореспондентів Олександр Мартем'янов, який повертався по шосе після репортажу з Горлівки в Донецькій області. За повідомленням російського інформаційного агентства «РИА Новости», журналіст «РИА» та четверо інших працівників ЗМІ також були поранені в результаті атаки.
Двоє українських військовослужбовців штурмової групи 79 ОДШБр взяли в полон 14 російських солдатів.
Тайванська компанія TRC на замовлення РФ виготовляє та модифікує сервоприводи для управління модулями УМПК які перетворюють некеровані бомби у високоточні плануючі. Заявлено, що протягом року 2024, завод TRC, на прохання російських компаній, вносив п'ять змін до свого виробу. Зокрема окремі вузли почали виготовляти зі сплавів високої міцності, а також замінили двигун на більш потужний.

### 5 січня
За добу ЗС РФ втратили 1730 солдатів, 91 БПЛА і 26 бойових броньованих машин. Вночі Україну атакували БпЛА: підтверджено збиття 61 із 103 БпЛА, 42 локаційно втрачені. На Харківщині пошкоджено кілька приватних будинків через падіння ураженого ударного БпЛА. У Запорізькому районі внаслідок нічної БпЛА-атаки пошкоджено об'єкт енергетичної інфраструктури.
Вночі в Таганрозі та Міллерово відбулася атака БпЛА. Як стверджує губернатор Ростовської області Юрій Слюсар, поранених і загорянь внаслідок атаки немає.
ЗСУ перейшли до наступальних дій в Курській області.
У свою чергу на Курщині російські війська наступали на Малу Локню, Свердлікове та Леонідівку.
За даними ISW, ЗСУ відновили наступ щонайменше на трьох ділянках в Курській області і досягли успіхів. ЗС РФ просунулися на південний схід від Суджі і почали контрнаступ на південний схід від Коренево і на північ від Суджі. Росіяни просунулися на схід від Покровська. Російська 5-та мотострілецька бригада (51-а армія) розподілені між напрямками Покровська та Курахового — двома найбільш пріоритетними для росіян секторами на лінії фронту. ЗС РФ просунулися в районі Борівки, Торецька, Покровська і Курахового, ЗСУ просунулися в Курській області і відновили втрачені позиції біля Часового Яру.
Президент Зеленський повідомив, що вже запропонував новообраному президенту США Дональду Трампу придбати американську зброю за рахунок заморожених російських активів на $300 млрд.
Військові РФ обстріляли населені пункти Херсонщини, застосовуючи артилерію, міномети та дрони. Одна людина загинула, ще 12 зазнали поранень. Внаслідок атаки російського дрона загинула жителька Білозерки.
Увечері російські війська обстріляли Зарічне на Донеччині, дві людини поранено.

### 6 січня
Вночі війська РФ атакували Україну двома КАБ авіаційними ракетами Х-59 із південного напрямку та 128-ма ударними БпЛА типу «Shahed» та безпілотниками-імітаторами різних типів. Силами ППО збито дві ракети та 79 БпЛА ще, 49 дронів — локаційно втрачені. Через падіння збитих безпілотників є пошкодження будівель підприємств, установ та приватних будинків на Чернігівщині, Сумщині, Черкащині, Полтавщині та Київщині. Попередньо без жертв та постраждалих.
ЗС РФ атакували дроном селище Широка Балка. Внаслідок скидання вибухівки загинув 48-річний чоловік, який перебував на вулиці. Протягом дня внаслідок обстрілу обласного центру поранення отримали троє цивільних. У Зеленівці постраждали двоє людей, у Велетенському — одна. Ввечері у Херсоні росіяни вкотре уразили маршрутку. На місці загинув 49-річний чоловік, попередньо п'ятеро пасажирів отримали поранення. Загалом станом на 18:00 відомо про двох загиблих та 11 постраждалих цивільних внаслідок ворожих обстрілів Херсонщини протягом дня.
Українські військові знищили два зенітні ракетно-гарматні комплекси Панцир-С1 в Херсонській області. Також зазнав удару зенітно-ракетний комплекс Оса.
Росіяни атакували 10 населених пунктів Донецької області: міста Костянтинівка, Покровськ, Слов'янськ, Торецьк, селища Дробишеве й Зарічне, села Гришине, Довга Балка, Надіївка, Шандриголове, поранено 7 людей. У Нікополі внаслідок російського артилерійського обстрілу загинула людина, ще одна постраждала.
Міноборони РФ заявило про захоплення Курахового на Донеччині. У Генштабі ЗСУ не коментували заяв росіян. В ранковому зведенні повідомлялось про 27 боєзіткнень на Курахівському напрямку. За даними карти Deep State, станом на вчора Курахове було майже повністю захоплене. Під контролем ЗСУ залишалась територія на околиці. Бої за Курахове тривають вже чотири місяці.

### 7 січня
Вночі російські війська атакували Україну 38-ма ударними БПлА типу Shahed і безпілотниками-імітаторами різних типів із напрямків Міллерово, Курськ, Приморсько-Ахтарськ РФ. Підтверджено збиття 28-ми ударних БПлА типу Shahed" та безпілотників інших типів, ще 10 були локаційно втрачені. ЗСУ вдарили по командному пункту 810 окремої бригади морської піхоти збройних сил РФ в районі населеного пункту Біла (Курська область).
За даними ISW, російські війська просунулися в північно-західному Торецьку після кількох тижнів інтенсивних наступальних дій і захоплень у цьому районі. Росіяни, ймовірно, мали намір використати свої успіхи в північно-західному Торецьку для наступу на захід від міста і Щербинівки, а також уздовж траси Т-0516 Торецьк-Костянтинівка в напрямку найпівденнішої точки українських оборонних ліній в Костянтинівці. Російські війська також можуть спробувати використати тактичні переваги в межах і поблизу Торецька та на схід від Покровська, щоб ліквідувати український наступ на південний захід від Торецька. Російські війська навряд чи становитимуть серйозну загрозу для Костянтинівки, якщо російське командування не посилить наявне угруповання в цьому районі військами з інших ділянок фронту. ЗСУ просунулися у Курській області, а російські війська досягли успіхів під Куп'янськом, Торецьком і Покровськом, а також у Курській області.
У Генштабі повідомили, що за 5 місяців Курської операції, яка розпочалася 6 серпня 2024 року, загальні втрати ворога становили понад 38 тисяч, з них близько 15 тисяч — убитими.
СБУ затримала завербованих ФСБ агентів, які шпигували за відомими волонтерами та посадовцями міжнародних організацій у Києві, Дніпрі та Одесі. Одним з них був столичний адвокат, який залучив декількох спільників з трьох регіонів. Вони приховано стежили за «об'єктами». Керівник групи періодично облаштовував «спостережні пункти» з біноклем на дахах будинків навпроти офісів міжнародних організацій та волонтерів. Крім того вони коригували ракетні удари по оборонних заводах та енергооб'єктах.
ССО ЗСУ виклали фото знищеної ними цілої групи військових КНДР на Курщині. Оператори 8 полку ССО знищили 13 корейців: 5 у стрілецькому бою і 8 за допомогою дронів. Під час огляду у одного з них знайшли лист-звернення до партії. Північнокорейські далекобійні 170-мм САУ Koksan вже перебували на фронті та використовувалися росіянами.

### 8 січня

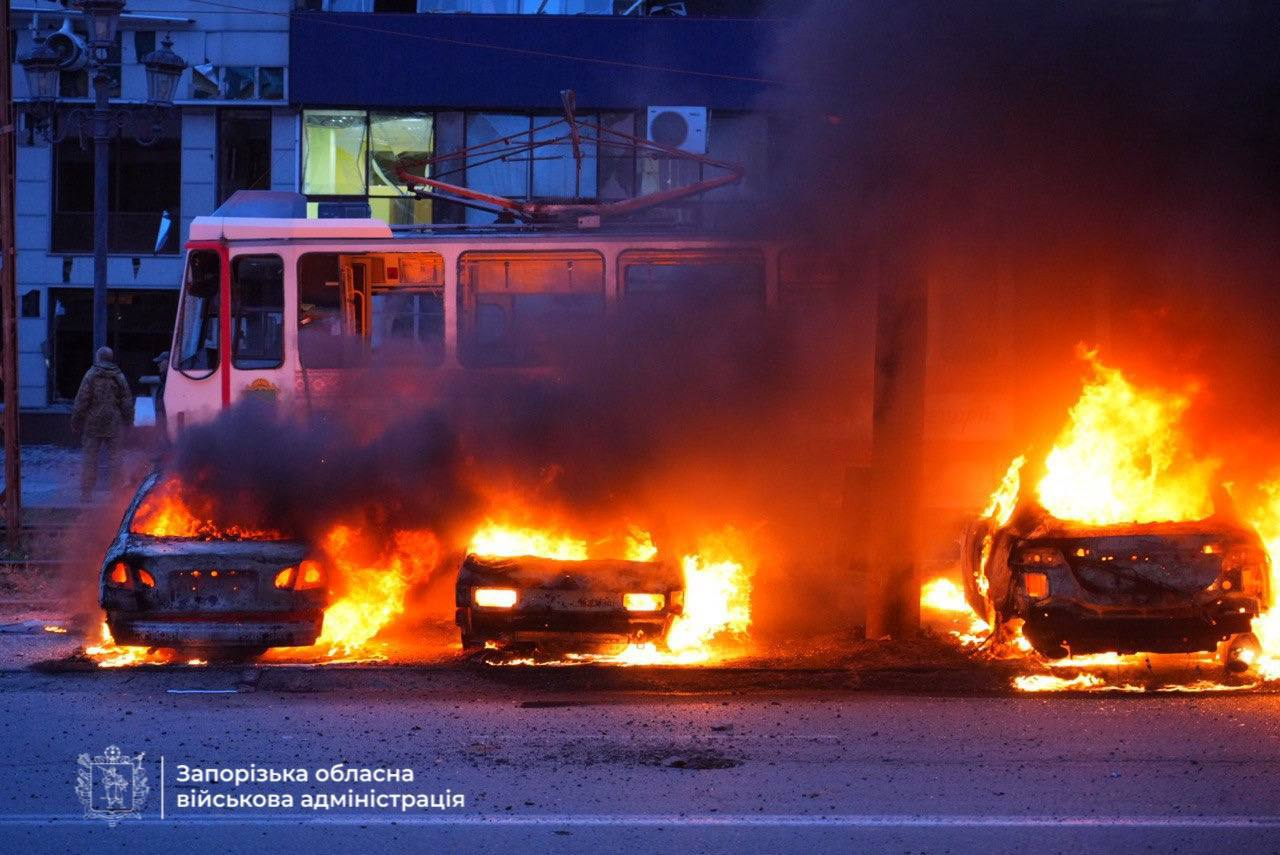
Ніслідки влучання КАБів по Запоріжжю. 8 січня 2025рік

За добу ЗСУ ліквідували 1430 росіян, знищили 86 БПЛА та 16 бойових броньованих машин. Вночі ЗСУ збили 41 російський БПЛА, 22 локаційно втрачені. ЗСУ атакували дронами нафтобазу «Комбінат Крістал» в російському місті Енгельс. База забезпечувала паливом військовий аеродром «Енгельс-2». Двоє пожежних загинуло.
У Донецькій області російсько-окупаційні війська зруйнували деякі позиції Сил оборони під час ведення штурмових дій в Часовому Яру, в районі Ступочок та в Торецьку.
Українські військові уразили командний пункт 8-ї гвардійської загальновійськової армії РФ в Харцизьку Донецької області.
Вдень росіяни скинули 2 КАБ-и на Запоріжжя. Бомби впали біля пдприємства Мотор Січ. Внаслідок атаки 13 людей загинуло, 116 людей — дістали поранень. Зазнали руйнувань багатоповерхові будинки, промисловий об'єкт та інша інфраструктура міста. Уламки влучили в трамвай та маршрутне таксі з пасажирами. Пошкоджено та вщент згоріли приватні автівки.
Білорусь від сьогодні і до кінця січня проводить у Гомельському районі, який межує з нашою Чернігівською областю, навчання тероборони.
Двопартійна група членів Палати представників США, з якими активно працює Посольство України в Сполучених Штатах, внесла до Палати представників Конгресу США проєкт резолюції, що визнає дії Росії в Україні, як акт геноциду.

### 9 січня
За добу ЗС РФ втратили 1660 солдатів, 16 бойових броньованих машин і 19 безпілотників. Вночі Україну було атаковано БпЛА, збито 46 з 70, 24 ворожі безпілотники-імітатори локаційно втрачені. Через падіння збитих ударних БпЛА пошкоджено приватні будинки на Харківщині, Сумщині та Черкащині.
Російська армія  завдала авіаудару по Херсону — випустила три керовані авіабомби. Одна з них влучила у приватний будинок, зруйнувавши його. Внаслідок атаки є потерпілі, за попередніми даними, їх п'ятеро. Також зафіксовано влучання в підприємство і дитсадок. Внаслідок ворожого авіаудару виникли пожежі. Вранці росіяни дронами атакували Берислав, загинула 1 людини, ще 3 отримали поранення, також ворог обстріляв з артилерії селище Незламне, що у Білозерській громаді загинула жінка.
На військовій базі Рамштайн оголосили про новий пакет допомоги США Україні — на $500 млн, останній від адміністрації Байдена. Він включає: додаткові ракети для ППО; снаряди та ракети «повітря-земля»; обладнання для F-16.
На Рамштайн затвердили 8 дорожніх карт, які визначають ключові цілі Сил оборони України до 2027 року та будуть основою для середньострокової та довгострокової підтримки. Як основні напрямки роботи були визначені забезпечення військової допомоги, організація закупівель, залучення інвестицій і підтримка української оборонної промисловості та її розвитку — повідомив з Рамштайну Умєров. Зеленський на засіданні піднімав, серед іншого, питання розміщення військових контингетів країн-партнерів в Україні.
Адміністрація Президента США здатна ще витратити 10 мільярдів доларів для допомоги України за програмою USAI (Ukraine Security Assistance Initiative) — замовлення виготовлення зброї виробникам або її закупівля у партнерів.. За даними Колбі Бадхвара, за два місяці з 16 жовтня по 19 грудня адміністрація Байдена виділила ще 1 мільярд доларів у вигляді фінансування USAI Але вклала в контракти лише 13 мільйонів доларів із раніше виділених коштів.
Українські військові вперше отримали у своє розпорядження новітні німецькі бронемашини Lynx. Про це повідомив моніторинговий проєкт German Aid to Ukraine.

### 10 січня
Вночі росіяни атакували Україну 72 ударними дронами і безпілотниками-імітаторами різних типів. Українська ППО збила 33 дрони у Полтавській, Сумській, Харківській, Черкаській, Чернігівській, Київській, Дніпропетровській, Запорізькій, Хмельницькій, Вінницькій та Херсонській областях. Зафіксовано п'ять влучань БпЛА (підприємства та господарчі будівлі) у прифронтовому районі на півночі Чернігівщини, поранено цивільну особу. На Київщині збитий БпЛА упав на багатоповерхівку, пошкоджено будівлю та два десятки автівок.
ЗСУ вдарили по пункту управління 3-го армійського корпусу ЗС РФ у окупованому Світлодарську Донецької області.
СБУ із ВМС відпрацювали ракетою Нептун по складу зберігання боєприпасів поблизу села Чалтирь Ростовської області.
За даними прем'єр-міністра Шмигаля, до цього дня бронювання отримали до 950 тисяч українців. Кабмін спростив надання статусу критично важливих для економіки операторів газорозподільних систем.
Японія запровадила санкції проти РФ, заморозивши активи 45 осіб та організацій. Німеччина оголосила про підготовку для України нової військової допомоги, яку можуть надати у першому півріччі 2025 року.
ЄС здійснив перший платіж на 3 млрд євро із власної частини кредиту «Групи семи» для України.
США ввели одні з найжорсткіших санкцій проти російської нафтової промисловості: проти 183 суден, переважно нафтових танкерів, які є частиною «тіньового флоту», а також нафтових танкерів російських операторів флоту, двох постачальників послуг морського страхування в РФ (страхової компанії «Ингосстрах» і групи «АльфаСтрахование»), державної судноплавної компанії та оператора флоту «Совкомфлот», нафтові компанії «Газпром нефть» і «Сургутнафтогаз», а також понад два десятки їхніх дочірніх компаній. Британія вперше ввела санкції проти російських компаній «Газпром нефть» і «Сургутнефтегаз».

## 11-20 січня

### 11 січня
За добу ЗС РФ втратила 1570 солдатів, 10 танків, 28 артсистем та 74 БпЛА. Вночі ЗС РФ атакували Україну 74 БпЛА типу Shahed та безпілотниками інших типів. Сили ППО збили 47 цілей, ще 27 — не досягли цілей. За даними Повітряних сил, через падіння збитих ворожих безпілотників у семи областях України пошкоджено господарчі будівлі, установи, приватні будинки, автотранспорт. Попередньо, без жертв, наслідки ліквідовують, постраждалим надається допомога. Вночі українські безпілотники врізалися у два багатоквартирні будинки в Котовську Тамбовської області.
Війська Росії повністю окупували місто Курахове Донецької області, повідомляє аналітичний портал DeepState.
За даними ISW, північнокорейські війська відправляють великі штурмові групи в бойові дії, незважаючи на часті атаки українських безпілотників, що, ймовірно, сприяє високому рівню втрат серед північнокорейців і, ймовірно, вплине на уроки, які північнокорейське військове командування винесе з ведення війни. ЗСУ просунулися у Курській області.
Губернатор Євген Первишов заявив, що три людини постраждали, коли безпілотник врізався в два п'ятиповерхові житлові будинки в Котовську Тамбовської області. Пошкодження були незначними. Російські ЗМІ повідомили, що українські БПЛА атакували порт Новоросійськ, спричинивши масштабну пожежу. Повідомлялося про більш ніж сім влучень у порт. Міністерство оборони Росії повідомило, що протягом ночі засоби протиповітряної оборони перехопили або знищили 85 українських безпілотників над Чорним морем (31), Воронезькою областю (16), Краснодарським краєм (16), Азовським морем (14), Бєлгородською (4), Тамбовською (2) і Курською (1) областями та Кримом (1).
В вечері в Татарстані зафіксовано чергове влучання в один із найбільших нафтопереробних заводів Росії — «Танеко».
Українська поліція оголосила, що розпочала масштабну операцію з ліквідації майже 50 схем незаконного перетину кордону українськими чоловіками призовного віку. Водночас по всій країні було проведено 600 рейдів з метою запобігти втечі чоловіків призовного віку з країни та заарештовано 60 підозрюваних, яких звинувачують у цій практиці. Процедура передбачала перетин кордону поза пунктами пропуску, фальсифікацію медичної документації та внесення неправдивих даних до електронних інформаційних систем. Серед підозрюваних були керівники державних установ, керівники лікарень, офіцери-призовники, співробітники медичних комісій та звичайні цивільні особи.
Міністерство оборони України повідомило, що Україна та Італія ведуть переговори про можливість закупівлі систем протиповітряної оборони та боєприпасів різного калібру за рахунок прибутку від заморожених російських активів.
Оператори тактичної групи № 84 ССО ЗС України взяли в полон військових з Північної Кореї під час спеціальних дій у Курській області РФ. Україна готова передавати Кім Чен Ину його людей, якщо він може організувати їх обмін на наших воїнів, які перебувають у полоні в Росії.

### 12 січня
За добу ЗС РФ втратили 1750 солдатів, 5 танків і 64 одиниці автомобільної техніки. Сили оборони вночі збили 60 дронів, якими російські війська атакували Україну, ще 34 ворожі БпЛА-імітатори локаційно втрачені без негативних наслідків.
За даними ISW, російські війська просунулися в напрямку Куп'янська, Торецька, Покровська та Курахового.
Авіація РФ завдала авіаудару по інтернату у Суджі Курської області, де перебували люди літнього віку. Про це повідомив пресофіцер військової комендатури на території Курської області Олексій Дмитрашківський, одна людина загинула. ЗСУ просунулися в Курській області.
ЗСУ завдали авіаудару по командному пункту російської 2-ї гвардійської армії в окупованій Новогродівці, селі на лінії фронту в Донецькій області.
ЗС РФ за тиждень завдали по ЗСУ та населених пунктах України ударів із застосуванням майже 700 авіаційних бомб і понад 600 дронів.
Радник з нацбезпеки США Майкл Волтц поінформував, що обраний 47-м президентом США Дональд Трамп закликатиме Україну знизити мобілізаційний вік до 18 років, щоб залучити сотні тисяч нових військових. Як саме мають бути забезпечені нові військові, якщо вже зараз парнери не забезпечуюють раніше оговорені поставки радник не пояснив.

### 13 січня
Протягом доби відбулося 140 бойових зіткнень, найбільше РФ тиснула на Покровському напрямку. ЗС РФ атакували 110-ма ударними безпілотними літальними апаратами типу «Shahed» і безпілотниками-імітаторами різних типів, 78 із них удалося збити, а 31 ворожий безпілотник-імітатор було локаційно втрачено.
ЗС РФ просунулися в Часовому Яру, Торецьку, Янтарному, Нововасилівці, біля Єлизаветівки, Зеленого, Звірового та Котлиного. Здійснили ракетний обстріл, 62 авіаудари та 85 обстрілів. Вночі та вранці ЗС РФ здійснили шість обстрілів на кордоні Сумської області, вдарили по Вовчанську з ТОС-1С Сонцепьок. Тривала операція в Курській області, де російські війська здійснили 15 обстрілів українських позицій, провели 422 артилерійських обстріли та здійснили 37 авіаударів, застосувавши 49 авіаційних бомб. Українська авіація та артилерія завдали ударів по одному пункту зосередження. Увечері ЗС РФ атакували об'єкт інфраструктури у Сумах.
Розвідка Південної Кореї заявила, що щонайменше 300 північнокорейських солдатів загинули і ще 2700 отримали поранення в боях у Курській області, пояснивши високу кількість загиблих «нерозумінням солдатами принципів сучасної війни», в тому числі їхніми «марними» спробами збивати безпілотники дальнього радіусу дії. ЗСУ відбили атаку північнокорейських військ у Курській області, в результаті якої загинули 17 солдатів КНДР.
Російська армія атакувала безпілотником автомобіль у селищі Розлив Херсонської області. Внаслідок дронової атаки поранені двоє людей.
В вечері ракети ATACMS вдарили по Брянському хімічному заводу імені 50-річчя СРСР у місті Сільце.
Президент США Дональд Трамп заявив про плани зустрітися з президентом Путіним після своєї інавгурації. Трамп зазначив, що Україну «знищують», а «як російські, так і українські солдати гинуть у великій кількості».
Міністр оборони Німеччини Борис Пісторіус передав Україні першу нову колісну гаубицю RCH 155. Також він заявив про плани розмістити в польському Жешуві близ українського кордону систему ППО Patriot.
В Україні оголосили про плани запровадити спільний митний та прикордонний контроль із країнами ЄС.
Уряд України затвердив порядок призову ув'язнених на військову службу.

### 14 січня
За добу ЗС РФ втратили 1330 солдатів, три танки та 47 артилерійських систем. Протягом доби на фронті відбулося 166 боїв, половина — на Покровському напрямку. ЗС РФ атакувало Україну 80 БпЛА із Міллерово, Орел, Курськ, Приморсько-Ахтарськ. На ранок вдалось збиття 58-ми ударних БпЛА, ще 21 дрон локаційно втрачений. ЗС РФ атакували Україну шахедами, зокрема, Київ та область.
В РФ відбулися влучання в об'єкти ВПК в Саратові, Енгельсі, Казані, Брянську і Тулі. Зафіксоване влучання по казанському заводу Оргсинтез, який «є стратегічним об'єктом, що має безпосереднє значення для ВПК РФ», також є повідомідомлення про вибухи на заводі «Крємній» у Брянську. Під час атаки на Брянський хімічний завод було знищено два зенітні ракетні комплекси росіян — Тор та Бук. Вночі БПЛА ЗСУ уразили нафтопереробний завод у Саратові, вражено два резервуари.
Президент Зеленський зустрівся з міністром оборони Німеччини Борисом Пісторіусом, що вчетверте прибув до України після призначення на посаду. Німеччина передала Україні 20 автомобілів MRAP, 14 000 артилерійських снарядів калібру 155 мм, 19 000 снарядів калібру 122 мм, 11 000 снарядів калібру 120 мм і 495 штурмових гвинтівок HK416, а також 600 штурмових і розвідувальних безпілотників HF-1 різних типів, у тому числі 50 безпілотників Vector із запчастинами, 46 RQ-35 Heidrun і 43 Songbird.

### 15 січня
За добу ЗСУ ліквідували 1580 окупантів та знищили майже три сотні одиниць техніки. Втрати РФ у війні проти України перевищили 812 тисяч. За добу на фронті відбулися 170 боєзіткнень, майже половина — на Покровському напрямку. Вночі ЗС РФ вдарили по Україні ракетами різних типів повітряного, наземного та морського базування, а також БпЛА. ЗСУ було виявлено та здійснено супровід 117 повітряних цілей противника:
- 1 балістичну ракету Іскандер-М/KN-(район пуску — Бєлгородська обл.);
- 7 крилатих ракет Х-22/32 із літаків Ту-22М3 (район пусків — Тульська обл. — рф.);
- 4 крилаті ракети «Калібр» (із акваторії Чорного моря);
- 27 крилатих ракет Х-101/Х-55 см із стратегічних бомбардувальників Ту-95мс (район пусків — Волгоградська обл.);
- 4 керовані авіаційні ракети Х-59/Х-69 із літаків тактичної авіації (район пусків — Бєлгородська обл.);
- 74 ударних БпЛА «Shahed»/дронів-імітаторів різних типів (із районів Брянськ, Міллерово, Орел, Приморсько-Ахтарськ — рф.).

До відбиття повітряного нападу противника залучались авіація, зенітні ракетні підрозділи, засоби РЕБ та мобільні вогневі групи. Було підтверджено збиття 77 повітряних цілей: 23 крилатих ракет Х-101, Х-55 см; 3 крилатих ракет «Калібр»; 4 керованих авіаційних ракет Х-59/Х-69; 47 ударних БпЛА «Shahed»/дрони-імітатори різних типів, ще 27 не досягли цілей (локаційно втрачені). Зафіксовані влучання у два об'єкти критичної інфраструктури у Дрогобицькому та Стрийському районах Львівської області.
За даними ISW, російські війська просунулися в напрямку Боровської, Часового Яру і Торецька. The New York Times повідомила, що Україна підірвала шахту № 3 в селі Піщане Донецької області, щоб не дати Росії перекинути війська ближче до Покровська на лінії фронту.
Зеленський повідомив, що ЗСУ на січень 2025 ЗС РФ в Україні складали 600 тис. солдатів, а ЗСУ — 800 тисяч. Україна одержала 80 % обіцяних в рамках чеської ініціативи боєприпасів.
Відбувся першій обмін полоненими між воюючими країнами в 2025 році. За даними Зеленського, серед звільнених полонених них захисники Маріуполя й «Азовсталі», а також Харківської, Донецької, Запорізької та Херсонської областей, всього 25 людей.
Росіяни завдали ударів по Нікополю Дніпропетровської області із застосуванням реактивних систем залпового вогню. Внаслідок ворожої атаки у місті є жертва та поранений, сталися пожежі, руйнація будівель та втрата техніки.
Близько четвертої ранку в Красноармійському районі Волгограда почалася пожежа на місцевому нафтопереробному заводі «Лукойл». У мережі місцеві жителі повідомляли, що чули вибух.
Під час штурмів бійці 12-ої бригади спеціального призначення Азов взяли в полон 23 солдати армії Росії на Торецькому напрямку.
Згідно з інформацією видання Intelligence online, в останні місяці 2024 року французькі військові кілька тижнів присвятили підготовці на секретному французькому полігоні. Навчання під назвою Persée (Персей) були підготовкою до потенційного перекидання в Україні для протидії російському наступу з території Білорусі.

### 16 січня
За добу ЗС РФ втратила 1480 солдатів, 31 крилату ракету і 137 одиниць автомобільної техніки. ЗС РФ атакували 55-ма БпЛА, ППО збили 34 дрони, кілька БпЛА влучили у фермерське господарство на Чернігівщині. Також внаслідок падіння збитих безпілотників пошкоджено приватні будинки на Харківщині та Полтавщині.
Вранці падіння уламків БпЛА у Солом'янському районі Києва призвело до пошкодження автомобіля.
В Україну прибув новий прем'єр-міністр Великої Британії Кір Стармер. Україна та Британія підписали угоду про 100-річне партнерство. Вона покликана побудувати міцні зв'язки між двома країнами в усьому спектрі відносин: від торгівлі, безпеки та оборони, до науки та технологій, освіти, культури тощо. Велика Британія протягом 2025 року передасть Україні 15 нових мобільних систем ППО Gravehawk, що розробляються за спільного фінансування Британії та Данії.
Нафтобазу Ліскінська у Воронезькій області успішно атакували вночі Сили оборони. На нафтобазі зберігалося пальне для окупаційної армії РФ.
Росії військовий суд засудив до позбавлення волі російського військового Ігоря Пашкова з підрозділу ППО, який 18 жовтня 2023 року збив над окупованим Кримом російський військовий вертоліт Мі-8МТВ-5-1, переплутавши його з дроном.
Російські агенти підірвали залізничну колію під час руху військового ешелону на перегоні Здолбунів-Рівне у Рівненській області. Зловмисників затримали, вантажний потяг Сил оборони не постраждав.
Європейський банк реконструкції та розвитку прогнозував обсяг своїх інвестицій в Україну цього року на рівні €1,5 млрд ($1,54 млрд), адже російська агресія продовжує завдавати шкоди країні. Про це повідомляє Bloomberg.
Путін підписав наказ на призов громадян із запасу на військові збори. Терміни проведення зборів не розкриваються, у документі зазначено, що резервістів призиватимуть до Збройних сил та Росгвардії.

### 17 січня
За добу ЗС РФ втратила 1670 солдатів, 12 танків і 13 бойових броньованих машин. Вночі противник застосував дві балістичні ракети Іскандер-М і атакував 50 БпЛА. Підтверджено збиття 33 БпЛА.Зафіксовано влучання ворожих ударних безпілотників у підприємства на Одещині. Внаслідок падіння збитих БпЛА, пошкоджено будівлі установ, приватного підприємств та домогосподарств на Харківщині, Черкащині та Київщині. 9 безпілотників-імітаторів локаційно втрачені. Ще 1 БпЛА вийшов з повітряного простору України в напрямку Румунії. ЗСУ просунулися в Курській області.
Російські війська атакували припортову інфраструктуру в Ізмаїльському районі Одеської області ударними безпілотниками. Внаслідок атаки пошкоджено фасади будівель, жертв немає. Впродовж доби окупанти завдали 515 ударів по 8 населених пунктах Запорізької області.
Вдень росіяни завдали ракетного удару по Кривому Рогу, пошкоджено житлові будинки, навчальний заклад. П'ять людей загинуло, ще 17 отримали поранення.
79 ОДШБ Таврійської бригади взяла штурмом російську позицію на новопавлівському напрямку та взяла в полон сімох російських військовослужбовців.
У вечері, через атаку дронів сталася пожежа на нафтобазі Людиново в Калузькій області РФ.
СБУ затримала посадовицю Укрзалізниці, яка через свого чоловіка-бойовика передавала до ФСБ інформацію про ешелони ЗСУ. Це головна бухгалтерка однієї з філій Укрзалізниці у Полтавській області. Зв'язковим був її чоловік, російський бойовик у Донецькій та Запорізькій областях. Вона передавала окупантам час, напрямки та особливості вантажу військових ешелонів. Ворога цікавили потяги, що перевозили на передову важку бронетехніку, артилерійське озброєння та боєприпаси.
РФ та Іран підписали угоду про стратегічне партнерство, текст документа опубліковано не було.

### 18 січня

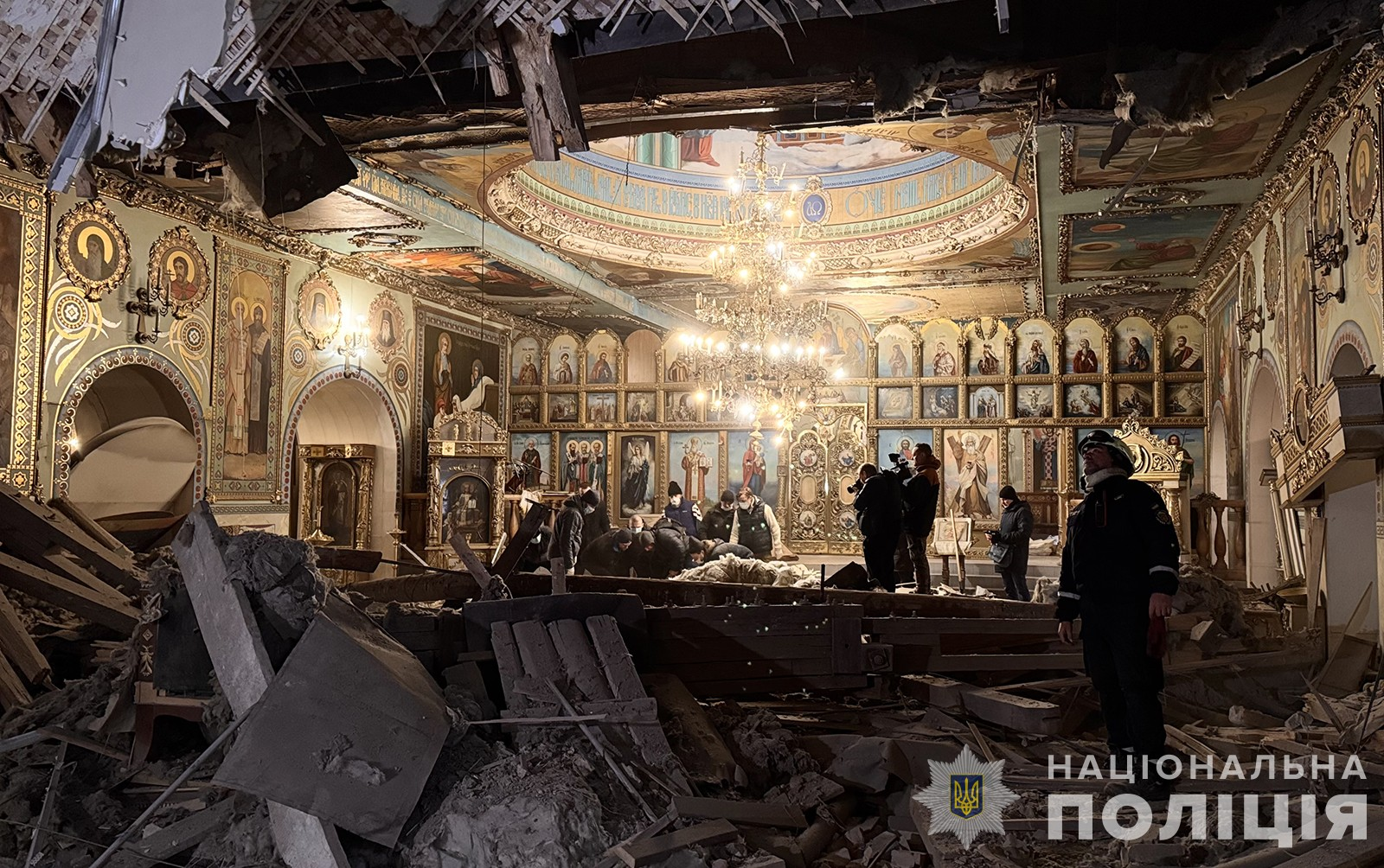
Свято-Андріївський кафедральний собор УПЦ МП у Запоріжжі після російського ракетного обстрілу міста

За добу ЗС РФ втратили 1340 солдатів, 13 ББМ, 21 артсистему та 69 одиниць автотехніки.Вночі Україну атакували 39 БПЛА росіян запущених з Міллерово, Брянська та Приморсько-Ахтарська та 4 балістичні ракети Іскандер-М/KN-23, запущені із Воронезької та Брянської області у РФ. Від уламків, які впали у Шевченківському районі Києва, загинули 3 людини, ще 3 дістали поранення. Частково зруйновано «виробничу будівлю підприємства, пошкоджено будинки, вхід в метро, автомобілі та магістральний водогін». Противник також ударив балістикою по одному з підприємств Запоріжжя, пошкоджено будинки і транспортні засоби. Одна людина загинула, ще 10 людей постраждали. Всього вдалось збити дві ракети та 24 БПлА, ще 14 дронів було втрачено локаційно.
Російське командування також передислокувало частини 51-ї армії з напрямку Курахового для наступу на схід від Покровська, ЗС РФ просунулися в Курській області та в напрямку Чосового Яру та Великої Новилівки, тоді як українські війська повернули втрачені позиції в напрямку Харкова.
Міністерство оборони Великої Британії повідомляло, що в центрі Донецької області росіяни чинили все більший тиск на місто Велика Новосілка. До січня 2025 року російські війська просувалися на північ, щоб зайняти села Нескучне та Времівка. Просування Росії на цьому напрямку супроводжувалося захопленням інших міст на сході, зокрема Вугледара в жовтні 2024 року та Курахового на початку січня 2025 року.
Вночі ЗС РФ вдарили дронами по Павлограду, спричинивши пожежу на підприємстві. У Запоріжжі через російську атаку було пошкоджений Свято-Андріївський кафедральний собор УПЦ МП.
ЗС РФ завдали чотирьох ракетних та 22 авіаційних ударів, залучивши шість ракет та скинувши 30 керованих авіаційних бомб. Крім цього, росіяни задіяли 817 дронів-камікадзе та здійснив понад 4300 обстрілів по позиціях наших військ і населених пунктах.
У грудні 2024 року російські війська 434 рази застосовували хімічну зброю на полі бою, а від початку вторгнення зафіксовано 5389 таких інцидентів. Російські війська використовували газові гранати К-51 та РГ-Во, які застосовуються для боротьби з масовими заворушеннями, а також боєприпаси, просочені небезпечними хімічними речовинами «невстановленого типу».
Українські БПЛА атакували нафтобазу в Узловій в Тульській області. Під час цієї атаки безпілотники, якими керувала українська розвідка, завдали ударів по нафтобазі щонайменше 10 разів.

### 19 січня
За добу ЗС РФ втратили 1580 солдатів, ЗСУ знищили 18 ББМ, 36 БпЛА та 76 одиниць автомобільної техніки. Урочі ЗС РФ атакувала Україну 61-м ударним БпЛА типу «Shahed» і безпілотниками-імітаторами із напрямків Міллерово, Брянськ, Орел. Авіація, зенітні ракетні війська, підрозділи радіоелектронної боротьби, мобільні вогневі групи Повітряних сил та Сил оборони України збили 43 БпЛА, ще 15 безпілотників-імітаторів були локаційно втрачені (минулося без негативних наслідків).
За даними ISW, російські війська просунулися в Курській області та поблизу Куп'янська, Лиману, Часів Яру, Торецька, Курахового і Великих Новосілок. Українські війська повернули втрачені позиції біля Часів Яру та Торецька.
Президент Зеленський підписав указ, надавши силу рішенню РНБО про санкції, щодо українських та російських громадян.
Головнокомандувач ЗСУ Сирський видав розпорядження про заборону переведення у піхоту висококваліфікованих спеціалістів Повітряних сил. Разом з тим поточні темпи мобілізації не закривають потреб армії. Головнокомандувач генерал Сирський наказав провести розслідування щодо 156-ї механізованої бригади через «низку суттєвих недоліків» в її командуванні та операціях, які були виявлені під час перевірок. План вирішення проблем включав заміну керівництва і призначення на посаду людини з реальним бойовим і командним досвідом, а також переведення до підрозділу перевірених у боях офіцерів і сержантів.

### 20 січня
За добу ЗС РФ втратили 1690 солдатів, 19 артилерійських систем і 153 БПЛА. Вночі російська армія атакувала Україну 141 ударним безпілотником, а також безпілотниками-імітаторами різних типів. Також РФ ударила із Курської області по Сумщині балістичною ракетою «Іскандер-М». Підтвержене збиття 93 ударних БПЛА типу Shahed і безпілотників інших типів, ще 47 ворожих безпілотників-імітаторів локаційно втрачені (без негативних наслідків), два з них полетіли у Росію, — додали в Повітряних силах.
ЗС РФ просунулися поблизу Торецька, Покровська та Курахового й захопили село Котлине поблизу Покровська. У Києві запобігли замаху на першого заступника голови МОЗ Сергія Дуброва.
Низка державних підприємств Білорусі займається серійним виробництвом снарядів для російської армії. За даними розслідувачів BelPol, серед підприємств, які займаються виробництвом снарядів калібру 122 і 152 міліметри — Білоруський автомобільний завод (Жодино), Білоруський металургійний завод (Жлобін) і Борисівський завод автотракторного електрообладнання. У матеріалі також згадуються й інші, пов'язані із вже зазначеними, підприємства. Загалом їх 15.  Серед них — новий проєкт, пов'язаний із Молодечанським заводом порошкової металургії.
Проросійський губернатор Володимир Сальдо заявив, що українські сили випустили «касетні боєприпаси» біля школи в місті Бахтери Херсонської області, коли учні та вчителі йшли на заняття. Внаслідок обстрілу загинуло щонайменше двоє людей і щонайменше 19 отримали поранення. У Казані відбулася атаку БПЛА на авіазавод, що виробляє бомбардувальники Ту-160, Ту-22М3.
Ввечері безпілотники знову атакували нафтобазу у російському місті Лиски Воронезької області. За словами місцевих жителів пролунало щонайменше 4 вибухи і згодом було видно полум'я в районі нафтобази.
ДБР спільно із СБУ затримали двох генералів, які ухвалили рішення, що призвели до захоплення частини Харківської області у 2024 році. За матеріалами справи, фігурантами є бригадний генерал, який обіймав посаду командувача оперативно-тактичного угруповання (ОТУ) «Харків», генерал-лейтенант Юрія Галушкіна а також генерал-лейтенанта Артур Горбенко, який був командиром 125-ї окремої бригади Тероборони ЗСУ та полковника Ілля Лапіна, який раніше очолював 415-й батальйон цього з'єднання. Як встановило розслідування, посадовці не підготували оборону прикордонних районів Харківщини і втратили управління боєм під час повторного наступу рашистів на обласний центр.
Правоохоронці викрили українські компанії у трьох областях, які постачали в Росію мікрочіпи для ракет та безпілотників. Йдеться про підприємства Харківської, Чернівецької та Одеської областей. Вони навіть під час повномасштабної війни в обхід міжнародних санкцій займалися постачанням важливих компонентів для російської зброї. Під час обшуків у посадовців компанії виявили речові докази їхньої роботи на користь росії. Одного із фігурантів знайшли російський паспорт. Слідчі повідомили йому про підозру за ч. 3 ст. 28, ч. 1 ст. 111-2 ККУ (пособництво державі-агресору, вчинене організованою групою). Йому загрожує до 12 років тюрми з конфіскацією майна.
Президент Франції Еммануель Макрон заявив, що навіть після повернення президента Трампа до Білого дому війна не закінчиться завтра чи післязавтра, додавши, що важливо не обманювати себе і дати Україні стійкі засоби та вступати в будь-який майбутній конфлікт з позиції сили. Після завершення переговорів і припинення бойових дій викликом буде забезпечення того, щоб Росія не відновила війну в Україні, а також гарантування безпеки Європи, з неодноразовими закликами до Європи взяти на себе більшу відповідальність за власну оборону.

## 21-31 січня

### 21 січня
За добу ЗС РФ втратили 1600 солдатів, близько 300 одиниць техніки і 130 БПЛА. Протягом доби відбулося 152 бойових зіткнення, майже половина боїв тривала на Покровському напрямку. Вночі Росія атакувала Україну 131 безпілотником та 4 ракетами «Іскандер-М». Сили ППО знищили 72 ворожі БПлА. Пошкоджено будівлі у Полтавській та Черкаській областях. Ще 59 ворожих безпілотників-імітаторів локаційно втратили.
Сили безпілотних систем та Сили спецоперацій, вночі уразили інфраструктуру АО «Смоленський авіаційний завод» у Смоленській області, де модернізуються та виробляються і бойові літаки. Зафіксовано вибухи на території авіазаводу.
Українські війська відновили втрачені позиції під Покровськом. Водночас російські війська просунулися поблизу Торецька, Часового Яру, Покровська та Курахового.
Російські окупаційні війська атакували інфраструктуру Придніпровської залізниці: троє  залізничників дістали поранення.
СБУ затримала головного психіатра ЗСУ — заступника Голови Центральної ВЛК Олега Друзя, який за час повномасштабної війни розбагатів на понад 1 млн доларів. Протягом вторгнення він набув необґрунтованих активів на понад 1 млн доларів не відображав майно у декларації та оформив його на свою дружину, доньку, синів та інших сторонніх осіб.
Україна та Албанія уклали двосторонню безпекову угоду. З початку повномасштабного російського вторгнення Албанія надає Україні військову та гуманітарну допомогу й продовжуватиме підтримку протягом усього десятирічного терміну дії документа.
Німецький виробник бронетехніки KNDS Deutschland офіційно відкрив спільне підприємство з однією з оборонних компаній України. Новостворена компанія спеціалізуватиметься на обслуговуванні й ремонті військової техніки, поставленої для потреб ЗСУ.
Російський "Концерн «Калашников» почав поставляти значні партії до російського війська свої нові дрони-камікадзе під назвою «КУБ-2», які створені разом із НПО «Ижевские беспилотные системы».
Сполучені Штати Америки повинні зіграти свою роль в переговорах про припинення війни між Росією та Україною. Однак ця «енергійна» дипломатія має бути непублічною, заявив новий держсекретар США Марко Рубіо в ефірі CBS Mornings. Він запевнив, що припинення війни Росії проти України стане офіційною політикою адміністрації Дональда Трампа.
Вночі, в 23:20, росяни атакували Миколаїв сімома ударними дронами, внаслідок чого руйнувань зазнав багатоквартирний житловий будинок, там спалахнула пожежа. Також є наслідки й у приватному секторі: загалом постраждало 2 людей.

### 22 січня
Протягом доби ЗС РФ втратили 1950 солдатів, ЗСУ знищили 11 танків. Всього з повномасштабного вторгнення ЗС РФ втратили 825 320 особового складу. Війська РФ вночі атакували Україну 99 ударними безпілотниками типу Shahed, а також дронами-імітаторами різних типів. Вдалося збити 65 з них ще 30 ворожих безпілотників-імітаторів — локаційно втрачені (без негативних наслідків). За даними DeepState, росіяни захопили Нововасилівку і «просунулися в напрямку Великої Новоселівки, Новоандріївки, поблизу Чосового Яру, Янтарного, Петропавлівки, Ясенового, Котлин, Воздвиженки і Баранівки».
За даними ISW, Північна Корея, ймовірно, відправить нові війська в Росію до середини березня 2025 року, ймовірно, для підтримки нинішніх темпів та інтенсивності руйнівних піхотних атак в Курській області. Нові північнокорейські сили навряд чи покращать російські операції і, ймовірно, зіткнуться з такими ж великими втратами і невдачами при взаємодії з російськими військами, як і наявний північнокорейський контингент, за умови, що російське командування продовжить використовувати сили КНДР так само, як і раніше. ЗСУ відновили втрачені позиції під Торецьком, ЗС РФ просунулися біля Часів Яру, Торецька, Покровська, Курахового та Великих Новосілок.
Черговий ешелон північнокорейських 170 мм САУ M1989 «Коксан» був помічений на території Росії. Також на одній із платформ знаходиться щось замасковане від цікавих очей (імовірно — РСЗВ). КНДР планувала надати Росії додаткових військових.
Бійці 8-го полку ССО України 8 годин протистояли нападу Північної Кореї в Курській області, перш ніж відступити, в результаті чого загинув 21 військовослужбовець і ще 40 отримали поранення. На відео, опублікованому спецпризначенцями, видно, як велика штурмова група імовірно північнокорейських солдатів проходить через відкрите поле і ліс, після чого з'являються кадри бою, сторони якого розділяють лише кілька десятків метрів. «На дев'ятій годині бою у Сил спеціальних операцій залишилося лише ⅓ боєприпасів. Решта пішла на знищення [північнокорейських сил]».
Президент США Дональд Трамп заявив, що не хоче нашкодити Росії, любить російський народ і завжди мав дуже добрі стосунки з президентом Путіним. Якщо угода щодо України не буде досягнута якнайшвидше, у нього, ймовірно, не буде іншого вибору, окрім як вжити заходів проти Росії та інших країн, залучених до війни, запровадивши високі податки, тарифи і санкції на будь-які товари, що продаються до США. Трамп закликав Путіна припинити цю абсурдну війну, заявивши, що ситуація буде тільки погіршуватися, і повторивши, що якби він був президентом у той час, ця війна не почалася б і її можна було б зупинити простими засобами. Трамп доручив генералу Кіту Келлогу завершити війну в Україні за сто днів. Майже ніхто не думає, що він може це зробити, особливо росіяни.
Президент Зеленський на економічному форумі в Давосі заявив, що США та ЄС залишалися в контакті з Росією протягом усієї війни, зокрема на рівні розвідувальних служб, додавши, що «дипломатія повинна бути ізоляціоністською за своєю природою, так само як і санкції. Якщо лідери не розмовляють, але спецслужби перебувають у постійному контакті, то це може влаштовувати Росію». Зеленський сказав, що не здивований кроками США щодо взаємодії з Росією, але вважає, що Україна має бути пріоритетом, адже є союзником США.
Зеленський заявив, що Росія намагалася змусити його піти у відставку, прагнучи призначити президентом України проросійського олігарха Віктора Медведчука. За його словами, ультиматум також вимагав, щоб Україна визнала російську окупаційну владу на Донбасі, внесла зміни до Конституції, які б закріпили «нейтралітет», скоротила армію до 50 тис., відмовилася від значної частини озброєнь і визнала російську мову офіційною в Україні.

### 23 січня
ЗСУ в районі Великої Новосілки в Донецькій області опинилися під загрозою оточення російськими військами. ЗС РФ просунулися у Курській області та поблизу Торецька і Покровська.
Вночі ЗС РФ атакували Україну в ніч на середу 92-ма ударними безпілотними літальними апаратами типу Shahed і безпілотниками-імітаторами різних типів, 57 із них вдалося збити, а 27 ворожих безпілотників-імітаторів були локаційно втрачені без негативних наслідків.

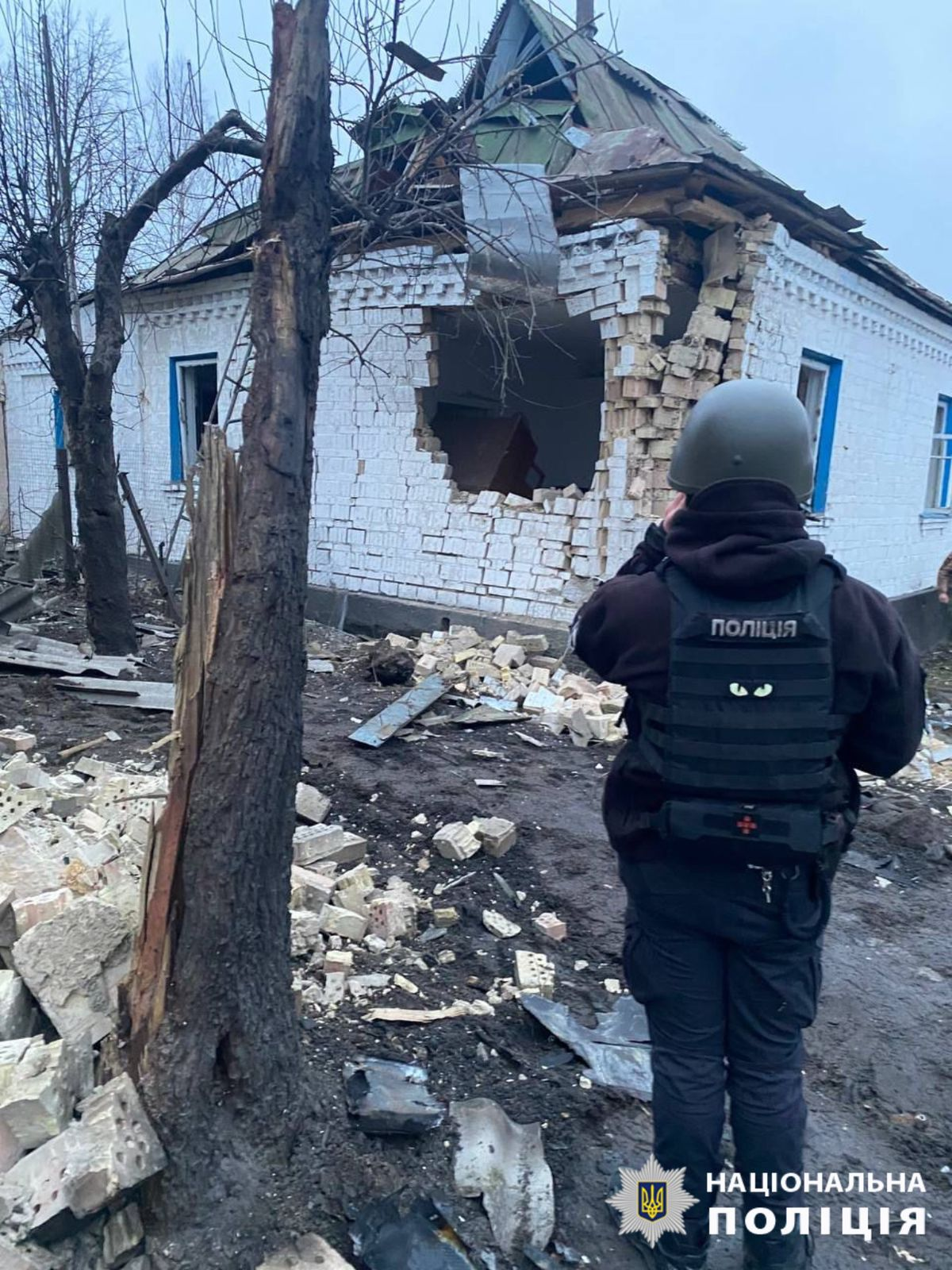
Будинок у Київській області після атаки російського безпілотника. 23 січня 2024 року

Одна людина загинула і щонайменше 45 отримали поранення (22 з яких були доставлені до лікарні, включаючи 2-місячне немовля і чотирьох співробітників ДСНС) в результаті російської ракетної атаки на Запоріжжя, де сталося щонайменше чотири вибухи. Атака зруйнувала багатоповерховий житловий будинок і пошкодила ще 30; також були пошкоджені приватні будинки та нежитлові будівл.
Північнокорейські війська вперше почали розгортати пускові установки РСЗВ, замасковані під цивільні вантажівки, в Курській області. Пускова установка оснащена 12 готовими до запуску 122-мм ракетами, кожна з яких має дальність польоту близько 30 км. Голова української розвідки генерал Кирило Буданов заявив, що існує ймовірність того, що Північна Корея надішле підкріплення в Курську область. КНДР мала надіслати Росії 150 балістичних ракет малої дальності KN-23 у 2025 році на додаток до 148, вже поставлених у 2024 році. Москва також мала отримати додаткові 170-мм самохідні гаубиці М-1989 «Коксан» і 240-мм ракетні установки М-1991 «Чучхе-100», сказав він, додавши, що Північна Корея поставила по 120 одиниць кожної з цих систем за останні три місяці.
Президент Дональд Трамп заявив, що хоче зустрітися з президентом Володимиром Путіним якомога швидше, щоб покласти край війні в Україні. «Я б дуже хотів зустрітися з президентом Путіним найближчим часом, щоб закінчити цю війну. Це бійня. Нам дійсно потрібно зупинити цю війну». Пентагон підтвердив, що указ президента Трампа про призупинення програм іноземної допомоги на 90 днів не поширюється на військову допомогу Україні: «Допомога Україні у сфері безпеки не підпадає під обмеження нещодавнього указу про іноземну допомогу, оскільки він стосується лише програм розвитку, а не військової підтримки».
Генеральний секретар НАТО Марк Рютте закликав США продовжити постачання зброї в Україну і заявив, що якщо адміністрація Трампа готова продовжити постачання зброї в Україну, то Європа буде готова надати подальше фінансування. Крім того, Рютте заявив, що президент Путін не має повноважень впливати на рішення щодо майбутнього членства в НАТО. «Ми повинні чітко заявити, що Володимир Путін не має права вето і не має впливу на те, хто приєднається до НАТО в майбутньому. Хіба що він сам захоче вступити до НАТО, але я не думаю, що він цього хоче». Він підкреслив, що членство України в НАТО є найкращою гарантією тривалого миру. «Яким би не був результат, має бути зрозуміло, що мир є стійким …. Коли [переговори] закінчаться, ми повинні бути впевнені, що мир, який ми підтримали разом, буде міцним і ніколи більше не буде поставлений під сумнів».

### 24 січня
За добу ЗС РФ втратили 1500 солдатів, систему реактивного залпового вогню і 87 одиниць автомобільної техніки. ЗМІ РФ повідомляли про наймасовішу атаку безпілотників на регіони Росії з початку року. За ніч тільки за офіційною версією нібито було знищено 123 дрони над 14 регіонами. Розпочалася пожежа в районі ТЕЦ та НПЗ. Згорів приватний будинок. Кілька дронів, що летіли на Москву, було збито над територією Підмосков'я. Один дрон був збитий над Москвою. У московських аеропортах було введено план Ковьор. Аналогічні обмеження були запроваджені в аеропортах, Нижньокамську, Казані, Ульяновську, Пензі, Самарі, Саратова та Уфи. Близько 4 години ранку безпілотники атакували Саратівську область. Над регіоном було збито 17 дронів. Безпілотники також були зафіксовані над територіями Брянської (37), Курської (17), Ростовської (7), Білгородської (6) Орловської (2), Липецької (2) та Ленінградської (2) областей, а також над територією окупованого Криму. За повідомленнями, на нафтопереробному заводі в Рязанській області спалахнула пожежа під час масованої атаки безпілотників на кілька регіонів. За повідомленнями, над об'єктом було збито щонайменше 10 безпілотників.
Місцева влада та ЗМІ повідомили, що вночі завод мікропроцесорів «Кремній Ел» у Брянській області був атакований «шістьма безпілотниками (…), які пошкодили частину виробничих потужностей і склад готової продукції». Завод зупинив виробництво, оскільки атака вивела з ладу електропостачання та складальні лінії, але про жертви не повідомлялося.

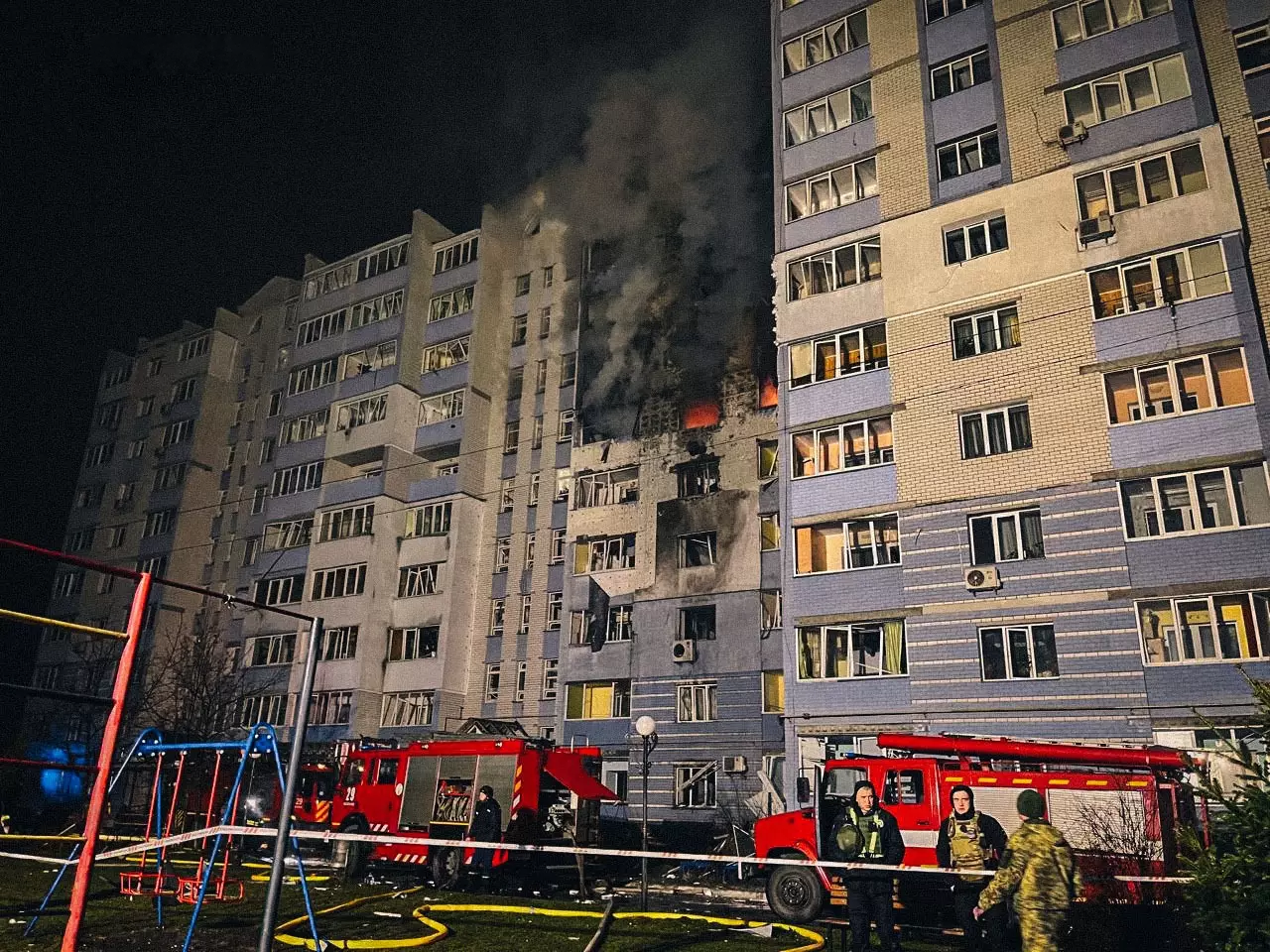
Житловий будинок у Глевасі після нічної атаки російського безпілотника; одна людина загинула і одна була поранена.

Військово-повітряні сили України повідомили, що вночі росіяни атакували Україну за допомогою 58 безпілотників Shahed-136/131 та безпілотних літальних апаратів різних типів, запущених з Орла, Курська, Брянська та Приморсько-Ахтарська. Українські засоби протиповітряної оборони збили 25 безпілотників у Сумській, Київській, Чернігівській, Черкаській, Житомирській, Хмельницькій та Львівській областях, а ще 27 були знищені засобами радіоелектронної боротьби на території України. Внаслідок ударів у Київській та Чернігівській областях є загиблі та поранені, пошкоджені житлові будинки, приватні будинки, а також автомобілі. Внаслідок атаки ворожих БпЛА на Київщину вночі загинули 3 людини — у Фастівському районі та в місті Бровари. На Фастівщині був пошкоджений 10-поверховий будинок — спалахнула пожежа, руйнування на верхніх поверхах. У Броварах уламки БпЛА зруйнували житловий будинок. Також пошкоджень зазнали вісім приватних будинків, три автомобілі, магазин, господарська споруда.
ЗС РФ просунулися у Курській області та в районі Часів Яру, Торецька, Покровська, Курахового і Великих Новосалок. Українські війська відновили втрачені позиції під Торецьком.

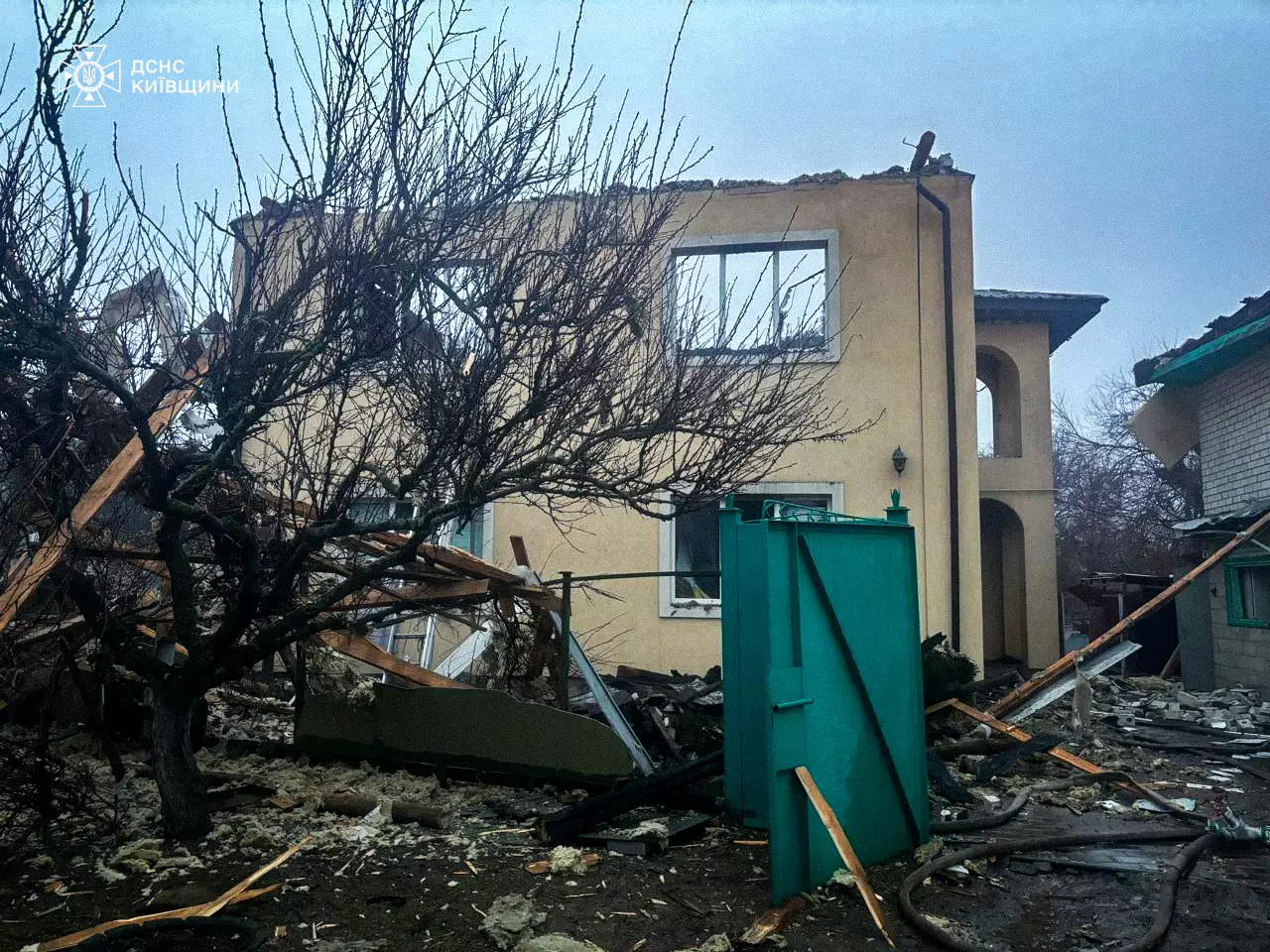
Будинок у Броварах після нічної атаки російського безпілотника; двоє людей загинули.

Майбутній спецпредставник Трампа по Україні та Росії — Кіт Келлог заявив, що жорсткіші заходи, спрямовані на російську нафтову промисловість, можуть змусити Росію вести переговори про припинення війни в Україні. «Росія заробляє мільярди на продажі нафти», — сказав він, підкресливши, що перемоги на полі бою самі по собі навряд чи змусять Росію припинити війну. Келлог заявив, що зниження доходів Росії від продажу нафти до 45 доларів за барель, точки беззбитковості, може послабити фінансову стійкість Росії і змусити її шукати угоди.
Путін заявив, що Росія готова до переговорів з президентом США Трампом про припинення війни в Україні. Путін заявив, що якби перемога Трампа в 2020 році «не була вкрадена», не було б і «кризи в Україні», підкресливши, що Росія «ніколи не відмовлялася від контактів» з адміністрацією США і підтримувала «прагматичні і довірчі» відносини з Трампом. Він також вказав на указ, підписаний президентом Зеленським після незаконної анексії Росією чотирьох регіонів України, який оголосив переговори з Путіним «неможливими», але залишив двері відкритими для дискусій з Росією під іншим керівництвом. «Як можна відновити переговори, якщо вони офіційно заборонені?» Голова Офісу президента України Андрій Єрмак відкинув коментарі Путіна, звинувативши його в прагненні відсунути Європу на другий план у будь-яких переговорах: «Путін хоче вести переговори про долю Європи, але без Європи».
Український координаційний центр з питань поводження з військовополоненими повідомив, що за допомогою СБУ, МВС, ДПСУ та української армії, а також МК Червоного Хреста вдалося повернути тіла 757 українських військовослужбовців, загиблих під час бойових дій на Луганській, Донецькій, Бахмутській, Вугледарській та Запорізькій ділянках, в обмін на останки 49 російських солдатів.
За даними сайту білої розвідки Oryx Project, який відстежує втрати військової техніки, з моменту вторгнення Росії в Україну російська армія втратила щонайменше 20 027 одиниць техніки, з яких 15 051 одиниця була знищена (в тому числі 3704 танки), 852 одиниці техніки були пошкоджені, 1114 одиниць техніки були покинуті, а 3011 одиниць техніки були захоплені українцями. Україна втратила 7609 одиниць військової техніки.

### 25 січня
За добу ЗС РФ втратили 1650 солдатів, 37 бойових броньованих машин і 51 безпілотний літальний апарат. Агенція оборонних закупівель звинуватила Міністерство оборони в тиску на Наглядову раду і спроба повернути оборонні закупівлі в «ручний режим». Центр протидії корупції подав до НАБУ заяву про можливе вчинення злочину міністром оборони Рустемом Умєровим. ЦПК підозрює посадовця у вчинення злочину за статтею про зловживання владою або службовим становищем (ч.2 ст.364 КК України). Громадська антикорупційна рада Міноборони оприлюднила офіційну заяву з приводу конфлікту навколо Агенції оборонних закупівель. Вони поклали на міністерство левову частину відповідальності за конфлікт, заявили, що міністр так і не озвучив предметно суті претензій до АОЗ і назвали призначення керівника АОЗ прерогативою Наглядової ради.
Українська розвідка влаштувала масштабний збій у оператора МегаФон у Росії, у частини користувачів зник зв'язок та інтернет.
ЗС РФ просунулися поблизу Торецька, Покровська, Курахового та Великої Новолівки, окупували Времівку і практично захопили Велику Новосілку — DeepState.

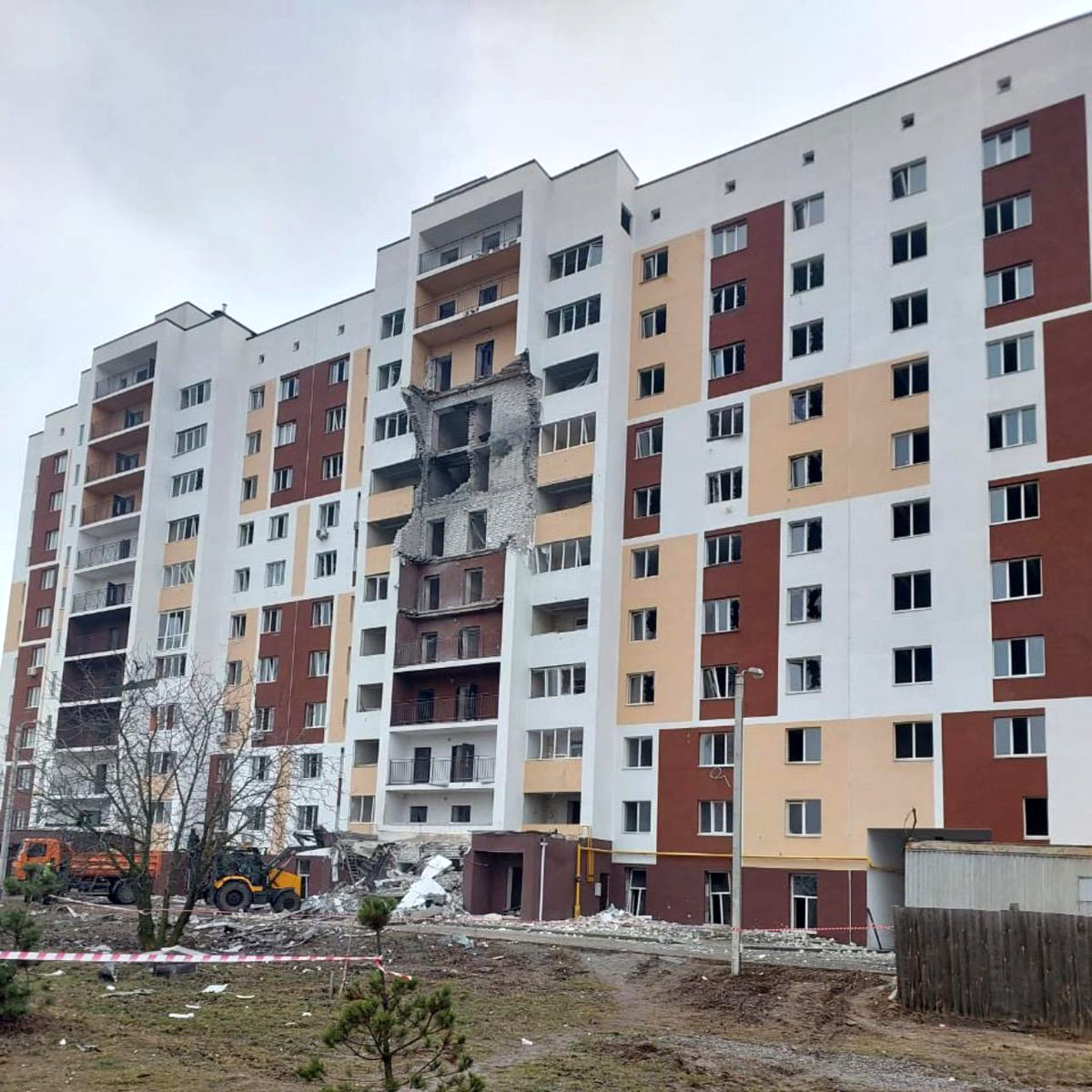
Житловий будинок у Вишневому після нічної атаки російського безпілотника.

Вночі ЗС РФ атакували Україну, застосувавши дві крилаті ракети Х-59/Х-69 (запущені з акваторії Чорного моря) та 61 безпілотник «Shahed-136/131» і пускові установки різних типів (з Орла, Курська, Брянська, Міллерова та Приморсько-Ахтарська). Українська протиповітряна оборона знищила як ракети, так і 46 безпілотників в Одеській, Харківській, Полтавській, Сумській, Київській, Черкаській, Донецькій, Запорізькій, Дніпропетровській, Хмельницькій та Кіровоградській областях, а ще 15 було втрачено засобами радіоелектронної боротьби в Україні. Збиті безпілотники завдали шкоди в Київській, Черкаській та Хмельницькій областях. Були пошкоджені будівлі підприємств, установ, житлові та приватні будинки, транспортні засоби. Міський голова Ігор Терехов повідомив, що російські війська атакували Шевченківський, Київський та Холодногірський райони Харкова за допомогою безпілотників, внаслідок чого троє людей отримали поранення. Атаки спричинили пожежі та перебої з водо- та електропостачанням у кількох районах.
Російські війська знову атакували Костянтинівку Донецької області, пошкоджено пожежну частину.
Посол президента США в Україні та Росії Кіт Келлог заявив, що уряд США розглядає можливість придбання американської зброї для України за гроші із заморожених російських активів, заявивши, що такий підхід може бути частиною комплексного рішення для підтримки України у її війні з Росією та зміцнення американської збройової промисловості. «Ми багато разів говорили про використання заморожених російських активів для купівлі американської зброї. Це один з шматочків пазлу, який потрібно обговорити, і він буде на столі у президента для обговорення. Однак це не той шматочок, який вирішить її. Тим не менш, це цікаве питання, і його варто обговорити».
Британська Financial Times, посилаючись на людей, знайомих з цим питанням, повідомила, що високопоставлені дипломатичні чиновники з Бюро у справах Європи та Євразії Державного департаменту США звернулися до нового держсекретаря Марко Рубіо з проханням «розморозити» план допомоги Україні та скасувати його призупинення. Напередодні Рубіо видав нові вказівки щодо призупинення витрачання більшості існуючих фондів зовнішньої допомоги на 90 днів. Український чиновник підтвердив в інтерв'ю Financial Times, що військова допомога США Україні не була включена в указ про заморожування і залишилася без змін.

### 26 січня
За добу ЗС РФ втратили 1720 військових, всього з повномасштабного вторгнення ворог втратив 830 190 військових. Українська 110-а окрема механізована бригада повідомила, що українські сили успішно відвели частину військ, щоб уникнути оточення у Великій Новосалці в Донецькій області, бої навколо міста тривали. У бригаді додали, що хоча російські війська, ймовірно, захоплять населений пункт, їм буде важко продовжувати наступ, оскільки річка Мокрі Яли є перешкодою на шляху російського просування. Крім того, росіяни опинилися у вразливій «вогневій кишені». «Кожен рух придушувався ракетами і безпілотниками».
За даними ISW, російські війська здійснили подальше просування у Великій Новосільській на тлі офіційних російських заяв про те, що все село було захоплене. Міністерство оборони Росії надало великого значення нібито захопленню Великої Новосалки, ймовірно, в рамках інформаційної кампанії, спрямованої на формування у Заходу уявлення про ситуацію на полі бою і підрив міжнародної підтримки України. Захоплення міста, ймовірно, створить можливість для передислокації частин Східного військового округу з району Великих Новосалок на інші пріоритетні напрямки. Будь-яке перегрупування в найближчі тижні визначить пріоритетні оперативні напрямки російського командування для наступальних операцій навесні та влітку 2025 року. Російські війська були готові захопити Торецьк найближчими днями, і перегрупування Східного округу для посилення російського угруповання військ у напрямку Торецька вказувало б на новий пріоритетний напрямок Росії і, можливо, на відновлення атак у напрямку Костянтинівки. ЗСУ просунулися у Курській області та відбили позиції в Торецьку, ЗС РФ просунулися біля Борової, Покровська та Курахового.
ЗС РФ атакували в напрямках Харкова, Куп'янська, Лиману, Краматорська, Торецька, Покровська, Новопавлівська, Запоріжжя та Херсона, де відбулося 166 бойових зіткнень. Протягом доби російські війська здійснили 45 авіаударів, 2155 польотів безпілотників та 105 обстрілів українських позицій і населених пунктів. Триває операція в Курській області, де російські війська здійснили сім атак на українські позиції, провели 435 артилерійських обстрілів та 25 авіаударів, застосувавши 33 авіаційні бомби. Українська авіація та артилерія атакували чотири блокпости та чотири об'єкти. Президент Володимир Зеленський повідомив, що за минулий тиждень Росія запустила в бік України 1250 авіабомб, понад 750 безпілотників і 20 ракет різних типів.
РФ атакувала 72 БПЛА і пусковими установками різних типів з Орла, Курська, Брянська, Міллерова і Приморсько-Ахтарська. Українська протиповітряна оборона знищила 50 безпілотників над Київською, Одеською, Харківською, Полтавською, Сумською, Донецькою, Дніпропетровською та Хмельницькою областями, ще дев'ять було втрачено в результаті радіоелектронної боротьби на території України. Один безпілотник залишився в українському повітряному просторі. Внаслідок нічної атаки російських безпілотників у Сумах було пошкоджено житловий будинок, навчальний заклад та адміністративну будівлю.
Російські ЗМІ повідомили, що нафтопереробний завод у Рязані знову був атакований безпілотниками, що спричинило пожежу. Телеграм-канал «Астра» повідомив, що незадовго до 1:00 ночі місцеві жителі повідомили про вибухи та спробу атаки безпілотників на НПЗ.
Зеленський замінив бригадного генерала Андрія Гнатова на генерал-майора Михайла Драпатого на посаді командувача оперативно-стратегічної групи «Хортиця», що діє на східному фронті. Драпатий і надалі залишатиметься командувачем Сухопутних військ Збройних сил України.
Голова Військового комітету ЄС генерал Роберт Брігер вважає, що припиненням вогню в Україні могла б спостерігати місія під мандатом ООН у складі не лише європейців, а й солдатів з інших країн, зокрема, Глобального Півдня.

### 27 січня
За добу ЗС РФ втратили 1430 військових. ЗС РФ посилили обстріли поблизу Покровська Донецької області, відправивши невеликі групи для оточення українських військ. Під Покровськом відбувалася велика кількість дрібних зіткнень, росіяни намагалися невеликими групами оточити Покровськ із заходу.
За словами командира загону 73 морського центру спеціальних операцій під псевдо «Пульс», північнокорейські підрозділи в Курській області Росії були змушені відійти зі своїх передових позицій в Курській області після того, як зазнали великих втрат. Пізніше речник спецназу Олександр Кіндратенко заявив, що північнокорейські солдати тимчасово відійшли з однієї з ділянок фронту в Курській області, оскільки війська КНДР, ймовірно, зазнали великих втрат.
ЗСУ повернули втрачені позиції під Торецьком, тоді, ЗС РФ просунулися під Торецьком, Часів Яром і Кураховим. Міністерство оборони Великої Британії повідомило, що росіяни поступово розширюють плацдарм на західному березі річки Оскіл, створений наприкінці листопада 2024 року. З того часу росіяни досягли тактичного прогресу в цьому районі. Головною метою російських операцій в регіоні була Двориця, де тривали запеклі бої. Бої також велися за селище Західне, розташоване за 4 км на захід від річки. Росія, ймовірно, намагалася чинити тиск на логістику Куп'янська, розташованого приблизно за 12 км на південь від плацдарму. Російські війська контролювали лінії постачання на схід і південь від міста і, ймовірно, намагалися взяти під контроль північні шляхи постачання, що ведуть до міста.
ЗС РФ атакували Україну 104 БПЛА Shahed-136/131 з Орла, Курська, Брянська, Міллерова та Приморсько-Ахтарська. Українська протиповітряна оборона збила 57 безпілотників над Київською, Миколаївською, Харківською, Полтавською, Сумською, Дніпропетровською, Хмельницькою, Житомирською, Вінницькою та Івано-Франківською областями, а ще 39 було знищено засобами радіоелектронної боротьби на території України. Внаслідок атаки безпілотників були пошкоджені об'єкти інфраструктури, житлові будинки та приватні помешкання у Дніпропетровській, Сумській, Івано-Франківській та Київській областях. Губернатор Сергій Лисак повідомив, що вранці п'ятеро чоловіків у віці 30-39 років були поранені в результаті російського артилерійського обстрілу Нікополя в Дніпропетровській області. Внаслідок обстрілу виникла пожежа та пошкоджено промисловий завод .
За повідомленням Reuters, Рязанський нафтопереробний завод припинив роботу через пошкодження від атак українських безпілотників.
Верховний представник ЄС із закордонних справ і політики безпеки Кая Каллас оголосила, що міністри закордонних справ Європейського Союзу схвалили продовження санкцій проти Росії ще на шість місяців. «Європа повідомляє: міністри закордонних справ ЄС щойно погодилися знову продовжити санкції проти Росії. Це продовжить позбавляти Москву доходів для фінансування її війни. Росія повинна заплатити за шкоду, яку вона завдає».

### 28 січня
На фронті відбулося 174 бойових зіткнення, найбільше ЗС РФ атакували на Покровському напрямку. Голова ОВА Олег Синєгубов спростував заяви Міністерства оборони Росії про те, що російські війська захопили село Дворічна в Куп'янському районі, підкресливши, що в районі тривали бої. ЗС РФ атакували дронами Київ, Харків, Одесу, Чернігів та Умань. У міській забудові Часового Яру та Торецька тривали важкі бої.
ГШ ЗСУ опублікував карту, що підтверджує контроль Росії над Новоандріївкою, Успенівкою та Слов'янкою у напрямку Покровська За даними ISW, російські військові, ймовірно, створили окремий полк безпілотних систем на рівні військового округу для посилення можливостей російських безпілотників. ЗСУ просунулися поблизу Торецька і Покровська, а російські війська — поблизу Торецька, Покровська, Курахового, Великих Новосалок і в західній частині Запорізької області. Україна повернула з окупації ще п'ятьох дітей.
РФ атакувала Україну вночі, використовуючи 100 безпілотників Shahed-136/131 і пускові установки різних типів, запущені з Орла, Брянська, Курська, Міллерова, Приморсько-Ахтарська і Криму. Українська протиповітряна оборона знищила 65 безпілотників у Київській, Харківській, Полтавській, Сумській, Чернігівській, Черкаській, Кіровоградській, Житомирській, Дніпропетровській, Запорізькій, Миколаївській, Одеській та Херсонській областях, два з них полетіли в бік Росії та Білорусі, а ще 28 були втрачені на території України. Один безпілотник залишився в українському повітряному просторі, були пошкоджені приватні підприємства, об'єкти інфраструктури, житлові будинки та транспортні засоби в Одеській, Київській, Сумській, Полтавській, Черкаській, Чернігівській та Харківській областях.
У Миколаєві внаслідок російського ракетного удару загинуло двоє людей, було влучання по приватному підприємству.
На сайті Служби громадянства та імміграції США з'явилося повідомлення, що влада призупинила програму для українських біженців під назвою «Solidarna Ukraina» відповідно до указу президента США Дональда Трампа про імміграцію та безпеку кордонів. Програма дозволяла українцям перебувати в США до двох років, працювати і отримувати медичну страховку. Заявники повинні були мати спонсора в США, який би підтримував їх фінансово під час перебування.
Інформаційне агентство Insider повідомило, що Росія вичерпала більшу частину свого радянського арсеналу, а техніка, що залишилася, перебуває в поганому стані. Російська армія втратила більше половини наявної техніки і, якщо не відбудеться якихось змін, бойові дії можуть поступово припинитися наприкінці 2025 або на початку 2026 року через нестачу танків, бронетехніки та артилерії. Російська та українська армії втрачають переважно техніку радянських часів, причому російські втрати становлять близько 50 % від загального запасу, а більшість техніки, що залишилася на складах, перебуває в поганому стані, що робить малоймовірним її ремонт і відправку на фронт. Кількість боєздатних машин, які Росія все ще може відправити на фронт, оцінюється приблизно в 2000 танків, 2000 бойових машин піхоти і 3000 бронетранспортерів. Росія також стикалася з виробничими обмеженнями. Єдиною бойовою машиною у великому виробництві залишалася БМП-3, 463 одиниці якої було випущено у 2023 році, тоді як виробництво бронетранспортера БТР-82 оцінювалося в 300—400 одиниць на рік.
За даними НАТО, РФ готувала вбивство гендиректора німецького оборонного концерну Rheinmetall Арміна Паппергера. Спроба вбивства Паппергера була частиною серії планів РФ із убивства керівників оборонних підприємств по всій Європі, але розвідка США та Німеччини зірвали плани Москви.

### 29 січня
За добу ЗС РФ втратили 1670 солдатів, систему реактивного залпового вогню і 10 танків. За даними ISW, українські сили наступали в Курській області та поблизу Торецька, тоді як російські сили просувалися в районі Лиману, Часового Яру, Торецька, Покровська, Курахового, Великої Новославки, Роботиного та в напрямку Дніпра.
РФ атакувала на Харківському, Куп'янському, Лиманському, Сіверському, Краматорському, Торецькому, Покровському, Новопавлівському та Херсонському напрямках, де відбулося 158 бойових зіткнень. ЗС РФ здійснили 43 авіаудари, 2120 польотів безпілотників та 90 обстрілів українських позицій і населених пунктів. Триває операція в Курській області, російські війська здійснили вісім атак на українські позиції, провели 426 артилерійських обстрілів, 12 артобстрілів та 19 авіаударів, застосувавши 35 авіаційних бомб. Українська авіація та артилерія завдали ударів по 10 місцях зосередження та одному зенітному комплексу.
Вночі безпілотні апарати України влучили по нафтопереробному заводу «Сибур-Кстово» під Нижнім Новгородом. За повідомленням, після удару БпЛА «зафіксовано потужну пожежу на території об'єкту, результати та масштаби пошкоджень уточнюються». У Смоленській області (у зведенні Міноборони — 11 збитих дронів), як стверджує губернатор Василь Анохін, один із безпілотників було знищено «під час спроби нападу на об'єкт ядерної енергетики». Смоленська АЕС працювала в штатному режимі.
Глава Тверської області Ігор Руденя заявив, що вночі було відбито атаку 29 БПЛА (при тому, що Міноборони у своєму звіті повідомляє тільки про сім збитих дронів). Із заяв губернатора випливає, що дрони атакували Торопецький муніципальний округ, що саме — невідомо. У вересні в Торопці почалася сильна пожежа після удару дронів, а джерела в СБУ стверджували, що дрони «ліквідували склад» із ракетами й авіабомбами.
Губернатор В'ячеслав Гладков повідомив, що двоє людей загинули і ще двоє отримали поранення, коли безпілотник влучив у будинок у Бєлгородській області. Польоти також були призупинені в аеропортах Казані та Пулково. У Тверській області РФ вночі БПЛА було атаковано нафтоперекачувальну станцію, виникла пожежа.
Зі складів в Ізраїлі Вашингтон вилучив близько 90 ракет до систем Patriot, щоб через Польщу доставити їх до України.
Телерадіокомпанія Yle повідомила, що фінська компанія Insta представила безпілотник «Steel Eagle», розроблений у співпраці з Україною. Фінсько-український безпілотник оснащений системою радіоуправління, функцією передачі, а також VR-окулярами для пілота, має великий радіус дії та стійкий до перешкод. Компанія описує його як комбінацію «вибухового вантажу та безпілотника». Дрон можна використовувати для транспортування вибухового заряду, який може здетонувати над ціллю. Від вибуху сталеві і вольфрамові кульки розлітаються по землі і можуть пробити дах легкої броньованої машини.
Прем'єр-міністр України Денис Шмигаль заявив, що Росія збільшила свій військовий бюджет на 25 % до 2025 року, підкресливши необхідність посилення санкцій, надання більшої кількості зброї та більшої підтримки з боку міжнародних партнерів України. «Росія розуміє лише мову сили і не відступить, якщо ми не дамо гідної відповіді». Командувач Сухопутних військ Михайло Драпатий очолив оперативно-стратегічне угруповання військ (ОСУВ) «Хортиця».

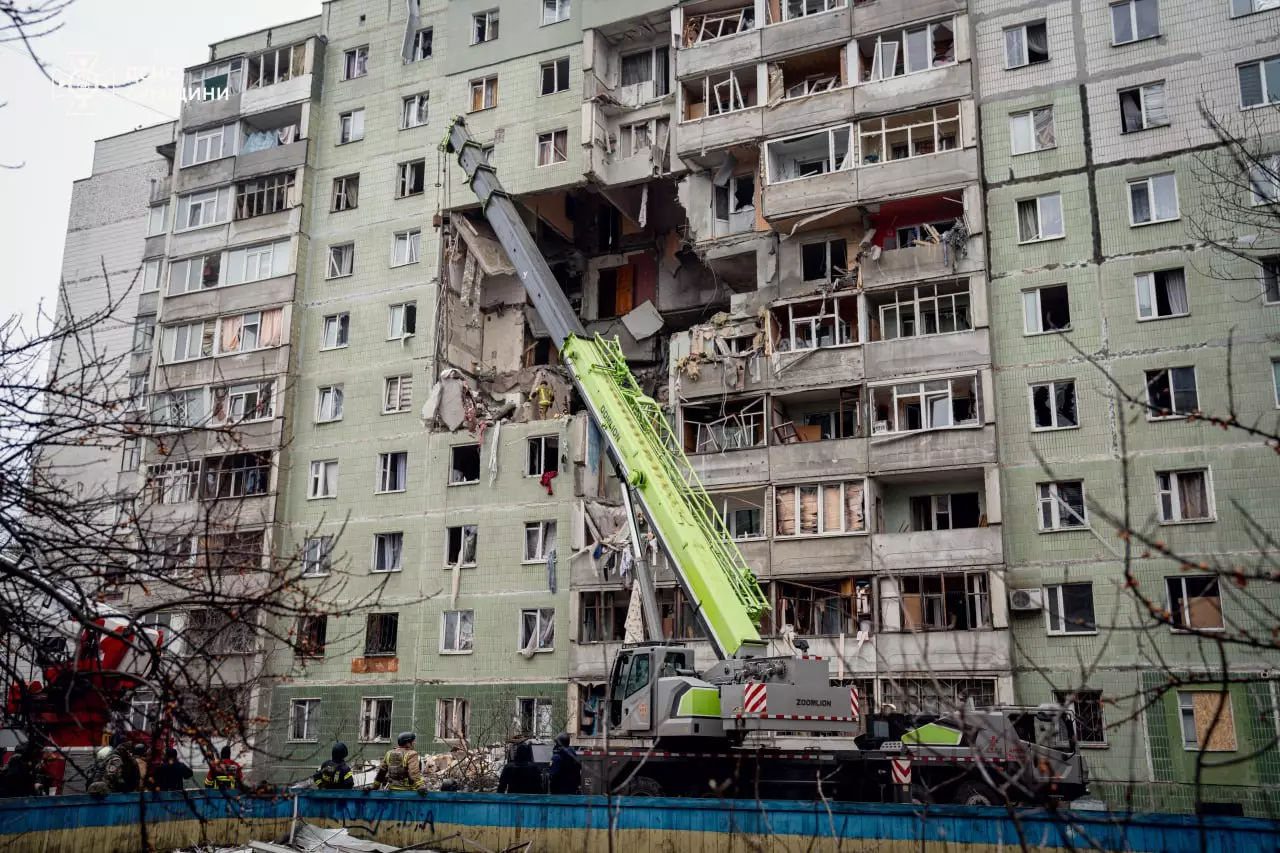
Житловий будинок у Сумах після нічної російської атаки дроном в ніч з 29 на 30 січня 2025 року

Вночі російський безпілотник влучив в багатоповерховий будинок в Сумах. Загинули 9 людей, ще 13 поранені.

### 30 січня
За добу ЗС РФ втратили 1270 солдатів, ЗСУ знищили 17 артсистем, 54 БпЛА та 85 одиниць автотехніки.
Брянську область атакували БПЛА, удар ніби-то був завданий по нафтоперекачувальній станції «Новозибков» трубопровода Дружба поряд з селищем Мамай. Український безпілотний літак скинув 250-кілограмову авіабомбу на російський стратегічний об'єкт у Брянській області. ЗС РФ штурмувала на Краматорському та Торецькому напрямках, бої тривали у міській забудові Часового Яру та Торецька.
ЗСУ відновили втрачені позиції під Харковом і Покровськом, тоді як російські війська просунулися в районі Часового Яру, Торецька і Курахового та в напрямку Дніпра. Новошахтинський НПЗ у Ростовській області Росії призупинив свою роботу, після атаки БПЛА зафіксовано пошкодження обладнання.
РФ атакувала в напрямку Харкова, Куп'янська, Лиману, Сіверська, Краматорська, Торецька, Покровська, Новопавлівська, Херсона та Гуляйполя, де відбулося 150 бойових зіткнень. Протягом доби російські війська здійснили один ракетний наліт, 55 авіаударів, 2767 польотів безпілотників та 127 обстрілів українських позицій і населених пунктів. Тривала операція в Курській області, де російські війська здійснили 11 обстрілів українських позицій, провели 360 артилерійських обстрілів, три артобстріли та 17 авіаударів, застосувавши 22 авіаційні бомби. Українська авіація та артилерія завдали ударів по одному пункту зосередження, трьом блокпостам та двом зенітним комплексам.
Вночі російські військові атакували Україну 35 ударними безпілотниками типу Shahed-136/131, українські сили протиповітряної оборони знищили 15 із них, повідомив у ранковому зведенні Генеральний штаб ЗСУ. Україна стала членом Об'єднаної конфедерації офіцерів резерву країн НАТО (СІОR), її членство підтримали одноголосно.
Війська РФ в ночі повторно завдала удару по Ізмаїльському району Одеської області. Там пошкоджено лікарню та приватні будинки.
У Краматорську 13 людей поранено, у тому числі двоє дітей: 8-річний хлопчик і 7-річна дівчинка. В селі Іванопілля одна людина загинула внаслідок атаки дрону.
Міністр оборони Швеції Пол Йонсон оголосив про надання Україні пакета військової допомоги на $1,2 млрд. $90 млн з цієї суми буде спрямовано на виробництво українських ракет великої дальності та дронів. Ще $250 млн буде спрямовано на міжнародні фонди. $178 млн буде спрямовано на «данську модель», за якою залучаються кошти для оборонно-промислового комплексу України — йдеться у дописі міністра.

### 31 січня
За добу ЗС РФ втратили 1670 солдатів, ЗСУ знищили 33 артсистеми, 63 БпЛА та 101 одиницю автотехніки. Сили оборони вночі збили 59 ворожих БПЛА, ще 37 безпілотників були локаційно втрачені. Внаслідок ворожої атаки постраждали Сумщина, Одещина та Черкащина.
У російському Міноборони заявили, що сім регіонів РФ атакували 49 безпілотників, начебто всі були перехоплені та знищені.
Підрозділи Сил безпілотних систем ЗСУ та ГУР МО України з іншими складовими Сил оборони вночі завдали ураження по ТОВ «Лукойл-Волгограднафтопереробка» у Волгоградській області РФ, почалася пожежа.
У Харківській області російські загарбники знову окупувалм Новомлинськ, звільнений минулого місяця.
Підрозділи ракетних військ та артилерії Сил оборони успішно вдарили по командному пункту угруповання військ «Курськ» ЗС ЗРФ у Рильську Курської області.

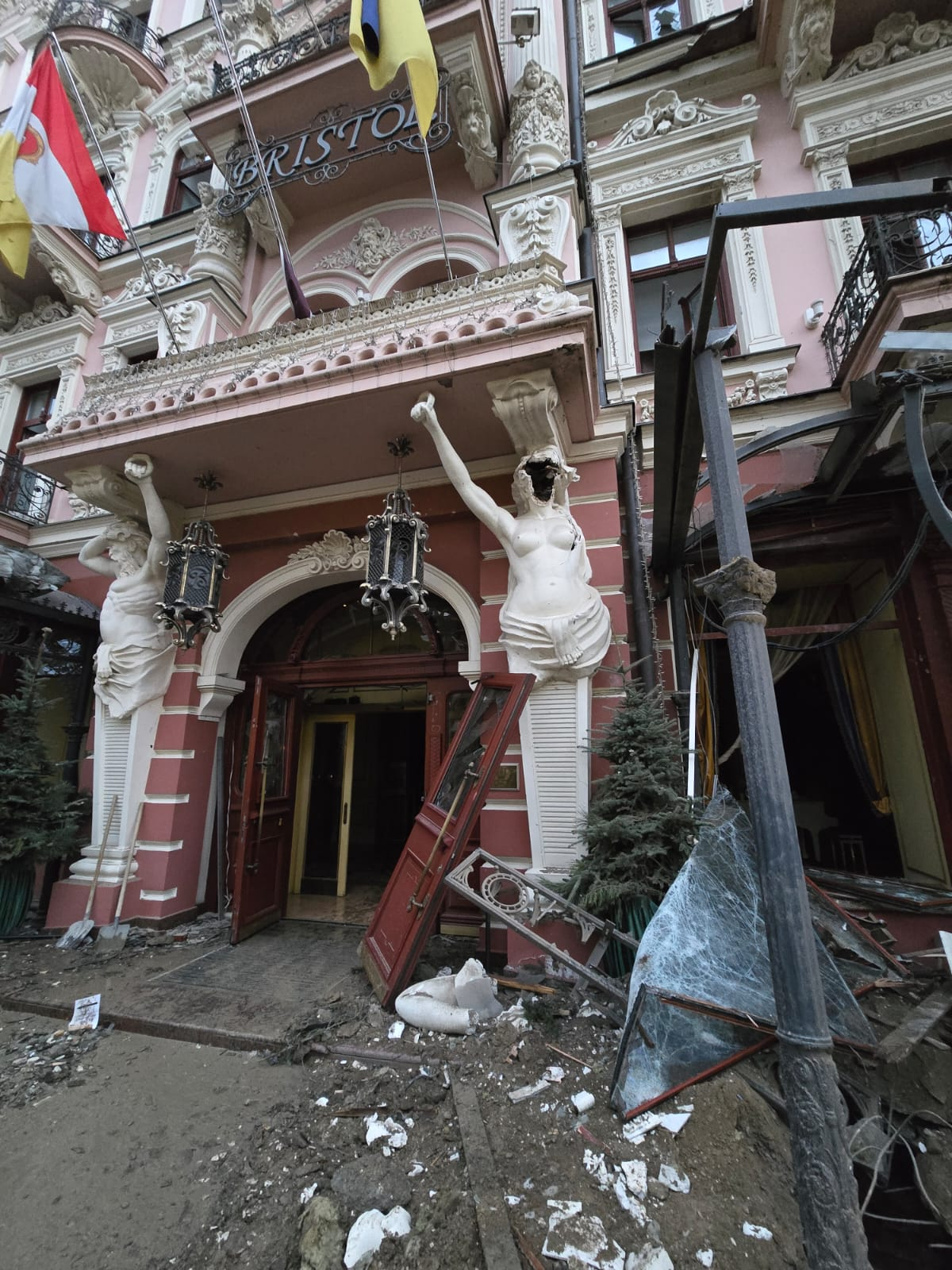
Готель «Бристоль» в Одесі після ракетного удару

В 19:20 по центру Одеси було завдано удару балістичними ракетами. Пошкоджені близько 15 пам'яток культурної спадщини, зокрема Одеська обласна філармонія, готель «Бристоль» і 4 музеї, постраждали семеро людей.
Керівник Агенції оборонних закупівель Марина Безрукова попросила президента Зеленського втрутитися у ситуацію щодо відомства. Міністр оборони Рустем Умєров призначив іншого керіника агенції, незважаючи на рішення наглядової ради.
Поліція Норвегії арештувала судно Silver Dania, екіпаж якого складається з громадян Росії. Влада розслідує можливу причетність судна до пошкодження оптоволоконного кабелю в Балтійському морі між Латвією та Швецією. Фінляндія передала Україні 27-й пакет військової допомоги на 198 млн євро.
За даними The New York Times, солдатів КНДР не помічали на фронті два тижні. Журналісти припустили, що тих вивели звідти через великі втрати. Речник ССО України Олександр Кіндратенко повідомив, що РФ відвела північнокорейців із кількох напрямків.
Про події наступного місяця — див. у статті Хронологія російського вторгнення в Україну (лютий 2025).